# حسن روحانی
حسن روحانی (زادهٔ ۲۱ آبان ۱۳۲۷ با نام حسن فریدون) سیاستمدار و دیپلمات ایرانی است که از سال ۱۳۹۲ تا ۱۴۰۰ به‌عنوان هفتمین رئیس‌جمهور ایران فعالیت کرد.
روحانی استاد پژوهشی مرکز تحقیقات استراتژیک او از سال ۱۳۶۸ تا ۱۳۸۴ دبیر شورای عالی امنیت ملی و رئیس تیم هسته‌ای و مذاکره‌کنندهٔ ارشد ایران با سه کشور اروپایی آلمان، فرانسه و انگلستان دربارهٔ برنامه هسته‌ای ایران،: ۱۳۸  از سال ۱۳۶۸ تا ۱۳۹۲ عضو شورای عالی امنیت ملی به نمایندگی از رهبر جمهوری اسلامی ایران، سید علی خامنه‌ای‏ و از سال ۱۳۷۱ تا ۱۳۹۲ رئیس مرکز تحقیقات استراتژیک مجمع تشخیص مصلحت نظام بوده است. روحانی در دوره اول مجلس شورای اسلامی به‌عنوان نماینده حوزه انتخابیه سمنان و در دوره‌های دوم، سوم، چهارم و پنجم مجلس شورای اسلامی به‌عنوان نمایندهٔ حوزه انتخابیه تهران، ری و شمیران حضور داشت. او از سال ۱۳۷۱ تا ۱۳۷۹، نایب‌رئیس اول مجلس شورای اسلامی در دوره‌های چهارم و پنجم بوده است. او همچنین از سال ۱۳۷۹ تا ۱۳۸۵ به‌عنوان نمایندهٔ استان سمنان و از سال ۱۳۸۵ تا ۱۴۰۳ به‌عنوان نمایندهٔ استان تهران در مجلس خبرگان رهبری حضور داشت. در ششمین دوره انتخابات مجلس خبرگان رهبری صلاحیت وی از سوی شورای نگهبان رد شد.
در ۲۲ فروردین ۱۳۹۲، حسن روحانی با نام «دولت تدبیر و امید»، شعار اعتدال‌گرایی، نماد کلید و رنگ بنفش برای انتخابات ریاست جمهوری رسماً اعلام نامزدی کرد. او در ۱۷ اردیبهشت، با حضور در ستاد انتخابات وزارت کشور، نام خود را برای رقابت ۲۴ خرداد ثبت کرد. سرانجام او با اعلام وزارت کشور با کسب ۱۸٬۶۱۳٬۳۲۹ رأی و کسب ۵۰٫۷۰ درصد آرا رسماً به عنوان هفتمین رئیس‌جمهوری اسلامی ایران برگزیده شد. روحانی برای انتخاب مجدد با شعار «دوباره ایران» در انتخابات ریاست‌جمهوری ۲۹ اردیبهشت ۱۳۹۶ رقابت کرد. در پی انتخاباتی که در روز جمعه ۲۹ اردیبهشت در ایران و با شرکت ایرانی‌های سراسر جهان برگزار شد، حسن روحانی با کسب ۲۳٬۶۳۶٬۶۵۲ رأی یعنی ۵۷ درصد آرا رئیس‌جمهور ایران باقی ماند.
بر اساس وبسایت روحانی‌سنج، در طول هشت سال او ۱۲ وعدهٔ خود را به صورت تحقق ناقص و تنها ۸ عدد از وعده‌های خود را به‌طور کامل محقق کرد و ۸۰ درصد وعده‌هایش را محقق نکرد. حسن روحانی در حالی ریاست جمهوری را ترک کرد که عملکرد او و دولت‌اش به همراه عملکرد دیگر نهادهای نظام، ایران را در بحران اقتصادی گرفتار کرد و سطح نارضایتی جامعه به حدی رسید که منجر به وقوع دو اعتراض سراسری دی ۹۶ و آبان ۹۸ علیه کل نظام شد. در دورهٔ دوم وی وقایع خروج آمریکا از برجام و اعمال دوبارهٔ تحریم‌ها علیه ایران و دنیاگیری کووید ۱۹ رخ داد که در تشدید بحران‌ها در دولت وی تأثیر بسیاری گذاشتند. همچنین بالاترین رکورد نرخ تورم ۶۰ سال اخیر ایران تا سال ۱۳۹۸ در دولت روحانی به ثبت رسید. خودش در پاسخ می‌گوید که این وعده‌ها را در زمان صلح داده و «الان شرایط جنگ است» و دولت به‌تنهایی قادر به حل «همهٔ مشکلات نظام» نیست. مدتی پس از ترک ریاست جمهوری، شکایت‌های متعددی از روحانی به کمیسیون اصل نود انجام شد و بسیاری خواستار محاکمه او شدند. همچنین ۳ شکایت از او در قوهٔ قضائیه وجود دارد.

## خانواده و زندگی شخصی

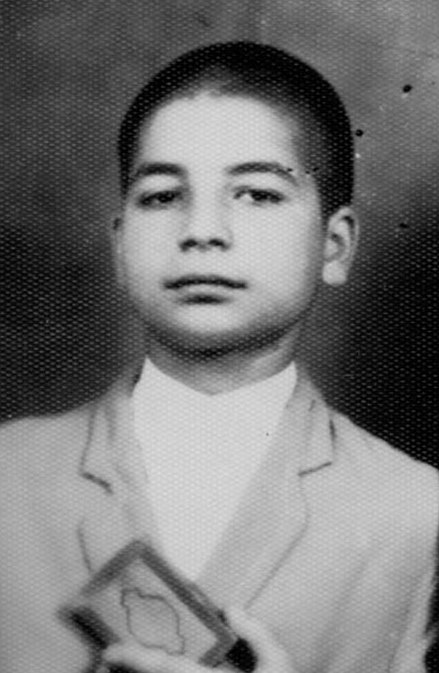
حسن روحانی در نوجوانی

### کودکی
حسن روحانی در سال ۱۳۲۷ در شهرستان سرخه در استان سمنان زاده شد. بنا به گفته حسن روحانی وی از یازده سالگی با کار در دورهٔ تابستان با کشاورزی و قالیبافی مخارج تحصیل خود را تأمین می‌کرد.

### والدین
پدر وی، حاج اسدالله فریدون، در بازار سمنان مغازه داشت و نمایندهٔ بروجردی بود.
او به سبب مبارزات علنی علیه ایران پهلوی، نخستین‌بار در سال ۱۳۴۱ دستگیر و به زندان افتاد و به دلیل استمرار مبارزات تا پیروزی انقلاب اسلامی بیش از بیست بار دستگیر و زندانی شد. اسدالله فریدون در مهرماه ۱۳۹۰ درگذشت. مادر روحانی (سکینه پیوندی) نیز در ۲۹ اسفند ۱۳۹۳ درگذشت.

### برادران و خواهران

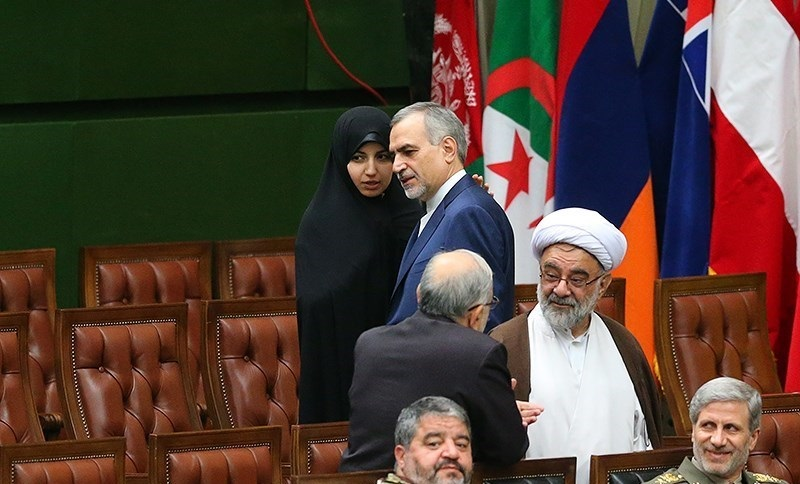
برادر حسن روحانی، حسین فریدون درحال صحبت با دختر روحانی

پدر و مادرش پیش از تولد حسن صاحب یک پسر و یک دختر شده‌اند که هر دو در کودکی درگذشتند.
روحانی یک برادر و سه خواهر کوچک‌تر از خود هم دارد. برادرش حسین فریدون در نخستین روزهای پیروزی انقلاب، فرماندار نیشابور و مدتی هم فرماندار کرج بود، سپس سفیر جمهوری اسلامی ایران در مالزی شد و چند سال هم از سفرای ایران در سازمان ملل متحد بود و سپس مشاور وزیر امور خارجه شد. حسین فریدون در دولت یازدهم به عنوان دستیار ویژهٔ رئیس‌جمهور منصوب شد.
روحانی سه خواهر به نام‌های طوبی، فاطمه و طاهره دارد که هر سه ازدواج کرده‌اند.

### همسر و فرزندان
همسر روحانی، صاحبه عربی، دخترخالهٔ او و خانه‌دار است و به فعالیت سیاسی یا اجتماعی چندانی مشغول نیست. روحانی و همسرش صاحب پنج فرزند (دو پسر و سه دختر) شده‌اند که یکی از پسران وی (محمد فریدون) در سال ۱۳۷۶ به دلیل خودکشی یا قتل نامشخص با هفت تیر پدرش در منزل درگذشته است. یکی از دختران روحانی، پزشک است و به‌همراه همسرش در وین اتریش زندگی می‌کند.
روحانی در همایش بیمهٔ سلامت همگانی در خردادماه ۱۳۹۳، مسئولیت پدرخواندگی دو کودک شیرخوار را بر عهده گرفت.

### تغییر نام خانوادگی
روحانی در کتاب خاطراتش که توسط مرکز اسناد انقلاب اسلامی چاپ شده است، علل تغییر نام خانوادگی خود را از فریدون به روحانی چنین شرح می‌دهد
وقتی در سال ۱۳۴۰ وارد قم شدم، دوستان طلبه به نام‌خانوادگی من ایراد می‌گرفتند و می‌گفتند: فردا که آیت‌الله شدید، مردم شما را آیت‌الله فریدون بخوانند؟! اصلاً این نام فامیل مناسب فعالیت آینده شما نیست و باید آن را تغییر دهید. برخی از دوستان هم نام‌خانوادگی «فریدون» را مناسب می‌دانستند و می‌گفتند: بسیاری از طلبه‌ها ۲ نام خانوادگی دارند، یعنی به نام فامیلی که در شناسنامه آن‌ها ثبت شده است، خوانده نمی‌شوند، بلکه از آنان با نامی دیگر یاد می‌شود که به آن نام معروف شده‌اند. در نهایت تصمیم گرفتم نام فامیل خود را در حوزه تغییر بدهم ولی در شناسنامه تغییری ندهم؛ لذا با دوستان مختلف مشورت کردم تا بتوانم نام فامیل مناسبی انتخاب کنم؛ مثلاً یکی پیشنهاد می‌کرد نام خانوادگی خود را «اسلامی» انتخاب کنم و دیگری «امامی» یا «تشیعی» را مطرح می‌کرد. هر کس نامی را پیشنهاد می‌کرد تا در نهایت نام «روحانی» را برای خود برگزیدم و به اصرار دوستان سور هم دادم و از آن پس به همین نام معروف شدم. در دفتر مدرسه و دفتر شهریه مراجع نیز نام جدید من ثبت شد ولی برای مدتی عنوان «فریدون» را هم داخل پرانتز ثبت می‌کردند که این هم به‌تدریج برچیده شد و آن نام فامیل فراموش شد و دیگر همه مرا به اسم «حسن روحانی» می‌شناختند. پس از انقلاب، زمانی که به عنوان نماینده مردم سمنان وارد مجلس شورای اسلامی دوره اول شدم، مناسب دیدم نام‌خانوادگی خودم را در شناسنامه هم تغییر دهم و لذا در سال ۱۳۶۰ تقاضای تغییر نام فامیل کردم و نام‌خانوادگی «روحانی» به‌طور رسمی در شناسنامه من ثبت شد.

## تحصیلات

### حوزه
وی دورهٔ ابتدایی را در سرخه و فراگیری دروس دینی را از سال ۱۳۴۰، نخست در مدرسهٔ علمیهٔ صادقیه در سمنان آغاز: ۵۵  و سپس در سال ۱۳۴۰ در حوزهٔ علمیهٔ قم ادامه داد.: ۷۶  وی از دروس و مباحث اساتیدی چون سید محمد محقق داماد، مرتضی حائری، سید محمدرضا گلپایگانی، سیدمحمدباقر طباطبایی سلطانی، محمد فاضل لنکرانی، محمد بهشتی و مرتضی مطهری و محمد شاه‌آبادی استفاده کرد.: ۸۱ 

### دانشگاه
او هم‌زمان با تحصیلات حوزوی در سال ۱۳۴۸ به دانشگاه تهران راه یافت و در سال ۱۳۵۱ دانش‌نامهٔ لیسانس خود را در مقطع کارشناسی در رشتهٔ حقوق قضایی اخذ کرد.: ۳۰۹–۳۱۲ حسن روحانی با ادامه تحصیل در بریتانیا، مدرک کارشناسی ارشد (M.Phil) در رشتهٔ حقوق عمومی به تاریخ ۱۹۹۵ میلادی (۱۳۷۳–۱۳۷۴) و دانشنامهٔ دکتری (Ph.D) در رشتهٔ حقوق اساسی را از دانشگاه کلدونین گلاسگو زیر نظر پروفسور سید حسن امین به‌تاریخ ۱۹۹۸ میلادی (۱۳۷۶–۱۳۷۷) دریافت کرد. با این حال وی حدود ۱۸ یا ۲۰ سال (یعنی حدود سال‌های ۱۳۵۷ تا ۱۳۷۷) از جمله حتی پیش از پذیرفته شدن در مقطع دکتری از عنوان جعلی دکتر در مناسب سیاسی و تبلیغات انتخاباتی استفاده می‌کرده است. وی با کسب پروانهٔ وکالت از کانون وکلای دادگستری مرکز در تاریخ ۱ آبان ۱۳۸۶ وکیل پایه‌یک دادگستری شد.
حسن روحانی دارای مرتبهٔ علمی استاد پژوهشی مرکز تحقیقات استراتژیک است.

### بررسی‌ها دربارهٔ مدرک تحصیلی

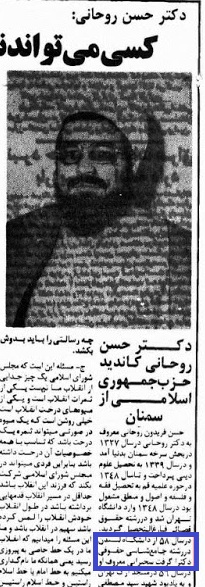
مقدمهٔ مصاحبهٔ حسن روحانی با روزنامه جمهوری اسلامی «... در سال ۵۸ از دانشگاه لندن در رشته جامعه‌شناسی حقوقی دکتری گرفت…»

در ۵ و ۸ بهمن ۱۳۹۱، وبگاه ایران الکشن واچ، دربارهٔ مدرک دکترا حسن روحانی گمانه‌زنی‌هایی را مطرح کرده که بر اساس استعلام از دانشگاه گلاسگو است؛ در حالی که روحانی با نام خانوادگی قبلی خود «فریدون» در دانشگاه کلدونین گلاسگو تحصیل کرده که دانشگاه دیگری است. در وبگاه هرالد اسکاتلند (The Herald)، در اخبار آرشیوی، نام حسن روحانی با فامیلی قبلی‌اش (حسن فریدون، Hassan Feridon) در لیست دوره‌ای دانش‌آموختگان دانشگاه کلدونین گلاسگو دیده می‌شود.
بعد از انتخاب روحانی به ریاست جمهوری در سال ۱۳۹۲، دانشگاه کلدونین گلاسگو پیامی مبنی بر تبریک برگزیده‌شدن دانشجوی سابق خود، حسن روحانی، به عنوان رئیس‌جمهور ایران در وب‌سایت خود درج کرد. پاملا گیلیس، قائم‌مقام دانشگاه کلدونین گلاسکو، در پیامی به حسن روحانی آورده است: «مایلم به دانشجویان این دانشگاه انتخاب حسن روحانی را به عنوان رئیس‌جمهور منتخب ایران تبریک بگویم، انتخابی که حقیقتاً دستاورد بزرگی است؛ من امیدوارم دورهٔ تحصیلاتی آقای روحانی در دانشگاه کلدونین گلاسکو بتواند در دورهٔ ریاست‌جمهوری ایشان مفید فایده واقع شود؛ برای ایشان موفقیت‌های پی‌درپی را در مسیر آیندهٔ مثبت ایران و مردم آن آرزو دارم.»
در تاریخ ۲۶ اردیبهشت ۱۳۹۲، ایران الکشن واچ در پاسخ به ایمیل مرکز تحقیقات استراتژیک، ضمن اعلام نام صحیح دانشگاه، نماگرفت‌هایی را از وبگاه آن مرکز ارائه داده و مدعی شد که تحقیق و بررسی آن‌ها موجب شده تا بیوگرافی رسمی حسن روحانی در وبگاه آن مرکز تصحیح شود. ایران الکشن واچ، این مطلب را با گذشت ۳۲ روز از دریافت توضیحات و اعتراض آن مرکز منتشر کرد. در ۲۷ خرداد ۱۳۹۲، وبگاه رسمی دانشگاه کلدونین گلاسگو اعلام کرد که رئیس‌جمهوری آیندهٔ ایران در گذشته با نام «حسن فریدون» در آن دانشگاه تحصیل کرده و مدرک کارشناسی‌ارشد و دکتری خود را به‌ترتیب در سال‌های ۱۹۹۵ و ۱۹۹۹ اخذ کرده است. در ۲۷ تیر ۱۳۹۲، دانشگاه کلدونین گلاسگو رسماً ویدئویی را از لحظهٔ اهدای مدرک دکتری تخصصی به روحانی منتشر کرد.
روزنامهٔ جمهوری اسلامی در زمان مدیرمسئولی سید علی خامنه‌ای در ۱۹ اسفند ۱۳۵۸ و در مقدمهٔ مصاحبه‌ای با حسن روحانی نوشته بود: حسن روحانی در سال ۵۸ از دانشگاه لندن در رشتهٔ جامعه‌شناسی حقوقی دکترا گرفت. بعد از این گفتگو نام وی در لیست انتخاباتی ۱۹، ۲۱ و ۲۲ام ۱۳۵۸ اسفند حزب جمهوری اسلامی برای انتخابات مجلس اول، برخلاف یکم تا هجدهم اسفند از «حسن فریدون (روحانی)» به «دکتر حسن فریدون (روحانی)» تغییر یافت. به‌علاوه براساس مدارک ثبت‌شده در معرفی نمایندگان مجلس اول، مندرج در سایت رسمی مجلس شورای اسلامی، روحانی دارای مدرک دکترای حقوق معرفی شده‌بود.

#### اتهامات سرقت علمی رسالهٔ دکتری
در سال ۱۳۹۶، هم‌زمان با انتخابات ریاست جمهوری ایران، این موضوع دوباره توسط رقبا مطرح شد. علی اکبر کلانتری، دانشیار دانشگاه شیراز و نمایندهٔ فارس در مجلس خبرگان رهبری، نیز گفت که بخش‌هایی از رسالهٔ دکتری روحانی از کتاب وی کپی‌برداری شده است. وزیر علوم، محمد فرهادی، این موضوع را تکذیب نمود. کلانتری نیز در پاسخ به واکنش وزیر علوم، اظهار تاسف نمود و این اقدام فرهادی را عجولانه خواند. کلانتری مدعی شد که «بر اساس تحقیقات گسترده و بر پایه اظهار نظر کارشناسان» بیش از هفتاد درصد فصل چهارم رسالهٔ دکترای روحانی، بدون ارجاع دادن به آن، از روی کتاب وی تحت عنوان «حکم ثانوی در تشریع اسلامی» کپی‌برداری شده است. گروهی از دانشجویان در ایران و آمریکا اقدام به بررسی رسالهٔ دکترای روحانی نمودند. این پویش دانشجویی نتیجهٔ یافته‌های خود را در وبگاه اینترنتی خود قرار دادند. طبق گفتهٔ این گروه، براساس نتایج تحلیل تز با استفاده از نرم‌افزار تشخیص سرقت علمی آیثنتیکیت در فصل‌های یک تا چهار این رساله به ترتیب ۳۹٪، ۴۳٪، ۴۰٪ و ۸۲٪ از کارهای دیگران کپی‌برداری شده است. در ۱۰ بهمن ۱۳۹۶ مجلس دهم با اکثریت حامی دولت، طرح تحقیق و تفحص از صحت مدرک دکترای روحانی را رد کرد. هفته‌نامهٔ اصول‌گرای ۹ دی طی شش شماره از مهر تا آذر ۹۶ گزارش‌های مستندی را با عنوان «گزارش یک سرقت علمی، بررسی علمی اسناد به دست آمده در موضوع دکتری حسن روحانی» منتشر کرد و صحت و اعتبار رسالهٔ دکترای روحانی را به‌طور جدی زیر سؤال برد. این گزارش‌ها با شکایت معاون حقوقی رئیس‌جمهور که ادعاهای ۹ دی را کذب خواند روبه‌رو شد. با تشکیل دادگاه بهمن ۱۳۹۷ و دفاعیات مدیر مسئول این نشریه، حمید رسایی دادگاه حکم به تبرئه او داد. پس از اعتراض وکیل رئیس‌جمهور دادگاه تجدیدنظر تشکیل که آن هم حکم به تبرئهٔ رسایی داد. طبق بررسی‌های جدید ۹ دی که با تیمی از کارشناسان انجام شده روحانی در رسالهٔ خود حداقل از ۹ شخصیت علمی سرقت علمی‌کرده است. به گفتهٔ این نشریه، دانشگاه گلاسکو بعد از دریافت مستندات سرقت علمی، از موضع قبلی خود مبنی بر عدم سرقت علمی در رسالهٔ روحانی عقب‌نشینی کرده است.

## پیش از انقلاب
حسن روحانی در آغاز جوانی، فعالیت سیاسی خود را با پیروی از خمینی آغاز کرد. وی از سال ۱۳۴۴، سفرهای تبلیغی و سخنرانی علیه حکومت وقت را در شهرهای مختلف ایران آغاز نمود و در همان نخستین سفر، توسط مأموران حکومتی بازداشت شد.: ۲۳۲  وی در طول سال‌های مبارزه بارها دستگیر و ممنوع‌المنبر شد.
روحانی نخستین کسی بود که در آبان ۱۳۵۶، در مراسم بزرگداشت مصطفی خمینی در مسجد ارگ تهران، لقب «امام» را برای سید روح‌الله خمینی به کار برد.: ۳۷۵ 

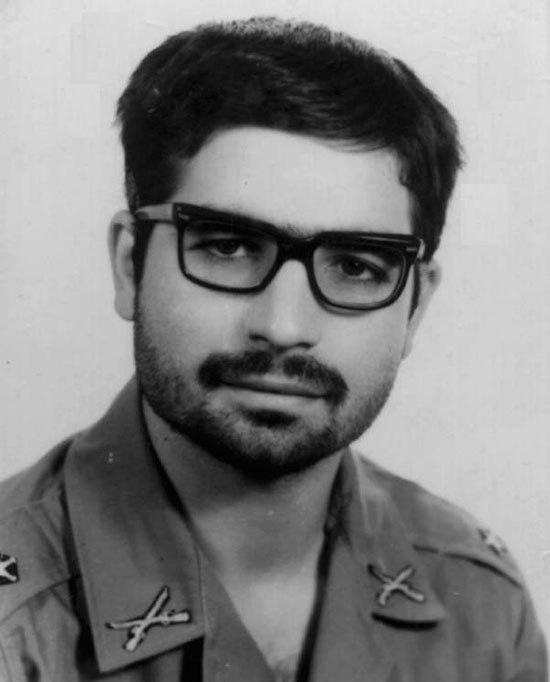
در لباس سربازی

### خروج از کشور
با تحت تعقیب قرار گرفتن توسط ساواک، به‌توصیهٔ محمد بهشتی و مرتضی مطهری از کشور خارج شد و مدتی به سخنرانی و تبلیغ برای دانشجویان خارج از کشور پرداخت و پس از ورود خمینی به پاریس، به او پیوست.

### دستگیری و بازداشت توسط پلیس بریتانیا
حسن روحانی پیش از انقلاب ۱۳۵۷ ایران، هنگامی که در اسکاتلند زندگی و تحصیل می‌کرده، از سوی پلیس به‌ظن فعالیت‌های سیاسی دستگیر شده است. پلیس بریتانیا در سال آخر ایران پهلوی او را دستگیر و به بازداشتگاه منتقل کرده است.

## پس از انقلاب
با پیروزی انقلاب، حسن روحانی در نخستین اقدام در سال ۱۳۵۸، به سامان‌دهی ارتش آشفته و پادگان‌های از هم پاشیده پرداخت.: ۵۱۵  وی در ابتدای انقلاب که بحث مناظره با گروه‌های مارکسیستی داغ بود به نقد افکار آن‌ها می‌پرداخت. وی در مناظره با رهبر مجاهدین خلق، آن‌ها را متهم ساخته که می‌خواهند به زور و به تحریف و به تقطیع (انتخاب گزینشی) آیات قرآن، مطالب مارکسیستی را از قرآن درآورند و قرآن را بر آن‌ها منطبق سازند. برخلاف آن‌ها که مبارزه با امپریالیسم را در دوستی با شوروی می‌دانند ما این را در انقلابمان ثابت کردیم که در برابر شوروی و آمریکا هر دو ایستاده‌ایم.

### مجلس شورای اسلامی

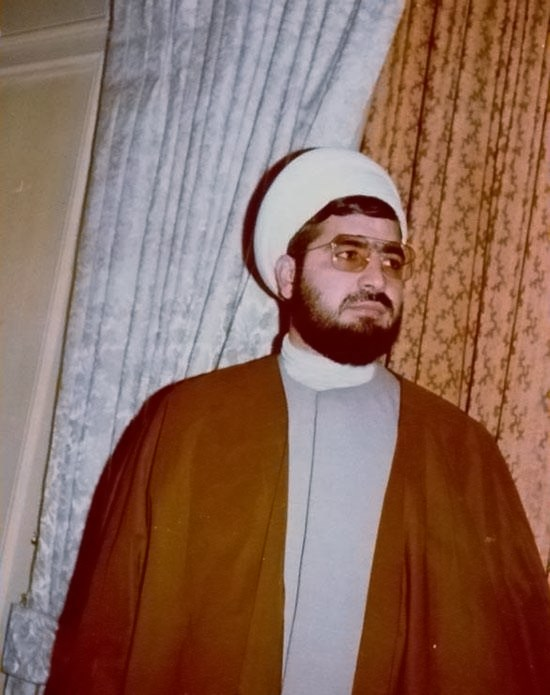
روحانی در انتخابات دوره نخست مجلس شورای اسلامی

حسن روحانی در سال ۱۳۵۹ از حوزهٔ انتخابیهٔ سمنان به نمایندگی اولین دورهٔ مجلس شورای اسلامی انتخاب شد و پنج دوره قانون‌گذاری به‌مدت بیست سال (از سال ۱۳۵۹ تا ۱۳۷۹) در مجلس حضور داشت. او نایب رئیس اول مجلس (در دوره‌های چهارم و پنجم) و رئیس کمیسیون‌های دفاع (دوره‌های اول و دوم) و سیاست خارجی (دوره‌های چهارم و پنجم) بود.
حسن روحانی یکی از معروف‌ترین نمایندگان مجلس دوم بود که در سال ۱۳۶۴ با نخست‌وزیری میرحسین موسوی مخالفت کردند. ماجرایی جنجالی که باعث شد تا نمایندگان مخالف به گروه ۹۹ نفر معروف شوند.
روحانی کاندیدای انتخابات مجلس ششم در شهر تهران نیز بود و در فهرست «جامعهٔ روحانیت مبارز و پیروان خط امام و رهبری» و چکاد آزاد اندیشان (فهرست‌های جناح راست) و کارگزاران سازندگی قرار داشت اما موفق به ورود به مجلس نشد.

### مسئولیت‌ها در جنگ
در دوران جنگ ایران و عراق، روحانی مسئولیت‌های متعددی، از جمله عضویت در شورای عالی دفاع (از سال ۱۳۶۱ تا ۱۳۶۷)، عضویت در شورای عالی پشتیبانی جنگ و رئیس کمیسیون اجرائی آن (از سال ۱۳۶۵ تا ۱۳۶۷)، معاونت فرماندهی جنگ (از سال ۱۳۶۲ تا ۱۳۶۴)، ریاست ستاد قرارگاه مرکزی خاتم‌الانبیاء (از سال ۱۳۶۴ تا ۱۳۶۶) و فرماندهی پدافند هوایی کل کشور (از سال ۱۳۶۴ تا ۱۳۷۰) را بر عهده داشت. روحانی بین سال‌های ۱۳۶۷ تا ۱۳۶۸ به معاونت جانشین فرماندهی کل قوا منصوب شد. بعد از پایان جنگ، حسن روحانی به همراه تعدادی از فرماندهان سپاه و ارتش، نشان درجه دو فتح و در مراسم دیگری در سالروز آزادسازی خرمشهر، به همراه جمعی دیگر از فرماندهان و مسؤولان پشتیبانی جنگ، نشان درجه یک نصر را از خامنه‌ای دریافت کرد. عضویت و ریاست شورای سرپرستی سازمان صدا و سیما از سال ۱۳۵۹ تا سال ۱۳۶۲ نیز از دیگر مسئولیت‌های وی در دوران پس از انقلاب بوده است.

### نقش در مذاکرات جنجالی مک فارلین یا ایران-کنترا
روحانی یکی از ۳ نفری بود که به نمایندگی از هاشمی رفسنجانی، در گفتگوهای پنهانی با مک فارلین معاون رونالد ریگان رئیس‌جمهور نومحافظه‌کار آمریکا شرکت داشت نتیجه عملی این مذاکرات که در دنیا به رسوایی ایران-کنترا مشهور است خریداری سلاح از اسرائیل و انتقال پول آن توسط آمریکا به کنتراها، یک گروه ضدانقلاب حامی آمریکا علیه دولت انقلابی ساندینیستا در نیکاراگوئه بود. همچنین، به گفتهٔ منتقدان، زمینه‌سازی پنهان برای تجدید روابط با آمریکا بعد از مرگ سید روح‌الله خمینی بدون اطلاع او بود. این معامله با افشای ماهیت آن به وسیله بیت حسینعلی منتظری باعث جنجالی بزرگ در ایران و آمریکا شد.

#### ادعای دیدار سری با معاون ضدتروریسم اسرائیل
در ۲۶ ژوئن ۲۰۱۳، وب‌سایت روزنامهٔ اسرائیلی، یدیعوت اخرونوت، طی مقاله‌ای مدعی شد که روحانی و امیرام نیر، معاون ضدتروریسم وقت دولت اسرائیل، در سال ۳۰ اوت ۱۹۸۶ میلادی دیدار محرمانه داشته‌اند. طبق متن این دیدار که از روی نوار ضبط شدهٔ مکالمات پیاده شده، روحانی در حالی که فکر می‌کرد طرف مقابلش از مقامات آمریکایی است، به نیر پیشنهادهایی برای مقابله با آنچه سیاست‌های «افراطی» آیت الله خمینی می‌خواند ارائه می‌کند. روحانی ضمن بیان این که فقط هاشمی رفسنجانی از این دیدار محرمانه خبر دارد، از آمریکا می‌خواهد که دیگر نرمش نشان ندهند و با قدرت در برابر خمینی بایستند تا او را وادار به عقب‌نشینی کنند. او همچنین خواستار کمک سیاسی و نه مالی آمریکا برای «برقراری اسلام واقعی» در ایران می‌شود و می‌گوید چون در ایران در محاصرهٔ پاسداران است نمی‌تواند درخواست کمک مالی کند. حسن عباسی در سال ۹۴ این مقاله را ترجمه و منتشر کرد و با شکایت دولت روحانی راهی دادگاه شد اما دادگاه، حکم به تبرئه عباسی داد. عباسی گفت در دادگاه ۴۰۰ صفحه سند فارسی، عبری، عربی و انگلیسی برای اثبات ادعای خود ارائه کرده است.

### مسئولیت‌ها پس از جنگ
پس از جنگ و با آغاز به کار دولت هاشمی رفسنجانی، حسن روحانی گزینهٔ اول وی برای وزارت اطلاعات بود، اما این دو بر سر مسئلهٔ بودجه نتوانستند با هم به توافق برسند و علی فلاحیان به عنوان وزیر اطلاعات به مجلس معرفی شد. روحانی پس از بازنگری قانون اساسی جمهوری اسلامی ایران و تشکیل نهاد شورای عالی امنیت ملی، سمت نمایندگی خامنه‌ای را در این شورا تا سال ۱۳۹۲ که به عنوان رئیس‌جمهور انتخاب شد، در اختیار داشته و به مدت ۱۶ سال (از سال ۱۳۶۸ تا ۱۳۸۴) در دوره‌های ریاست جمهوری اکبر هاشمی رفسنجانی و سید محمد خاتمی دبیر شورای عالی امنیت ملی بوده است. وی همچنین به مدت ۱۳ سال (از سال ۱۳۶۸ تا ۱۳۷۶ و از ۱۳۷۹ تا ۱۳۸۴) مشاور امنیت ملی رئیس‌جمهور وقت بوده است.
روحانی از سال ۱۳۷۰ تا ۱۳۹۲ عضو مجمع تشخیص مصلحت نظام بوده است. وی در دوره عضویت ریاست کمیسیون سیاسی-امنیتی-دفاعی این مجمع را نیز بر عهده داشت.
روحانی در انتخابات میان‌دوره‌ای سومین دورهٔ مجلس خبرگان رهبری در ۲۹ بهمن ۱۳۷۸، از حوزهٔ انتخابیهٔ استان سمنان به نمایندگی مجلس خبرگان رهبری انتخاب شد. در انتخابات سال ۱۳۸۵ و ۱۳۹۴ نیز به عنوان نمایندهٔ استان تهران به عضویت دورهٔ چهارم و پنجم این مجلس انتخاب شد. سمت‌های وی در مجلس خبرگان، ریاست کمیسیون سیاسی-اجتماعی این مجلس (از ۱۳۸۰ تا ۱۳۸۵)، ریاست کمیسیون سیاسی-اجتماعی و کمیسیون حراست برای بار دوم (از اسفند ۱۳۹۱ تا اردیبهشت ۱۳۹۴) و عضویت در هیئت رئیسه به عنوان کارپرداز اداری و مالی و ریاست دفتر دبیرخانهٔ این مجلس در تهران (از ۱۳۸۵ تا ۱۳۸۷) بوده است.

## دبیری شورای عالی امنیت ملی
حسن روحانی در ۲۲ آبان ۱۳۶۸ به عنوان نمایندهٔ رهبری در شورای عالی امنیت ملی منصوب شد. او از سال ۱۳۶۸ به مدت ۱۶ سال مسئولیت دبیرخانهٔ شورای عالی امنیت ملی را بر عهده داشت؛ سمتی که در دولت هاشمی به او رسید و در ریاست‌جمهوری سید محمد خاتمی نیز ادامه یافت. از جمله رخدادهای دورهٔ تصدی وی، وقایع کوی دانشگاه تهران در سال ۱۳۷۸ بود، که او اعلام کرد تظاهرکنندگانی که به اموال عمومی خسارت زده‌اند باید به عنوان دشمنان حکومت محاکمه شوند -جرمی که می‌تواند مجازات مرگ در پی داشته باشد.

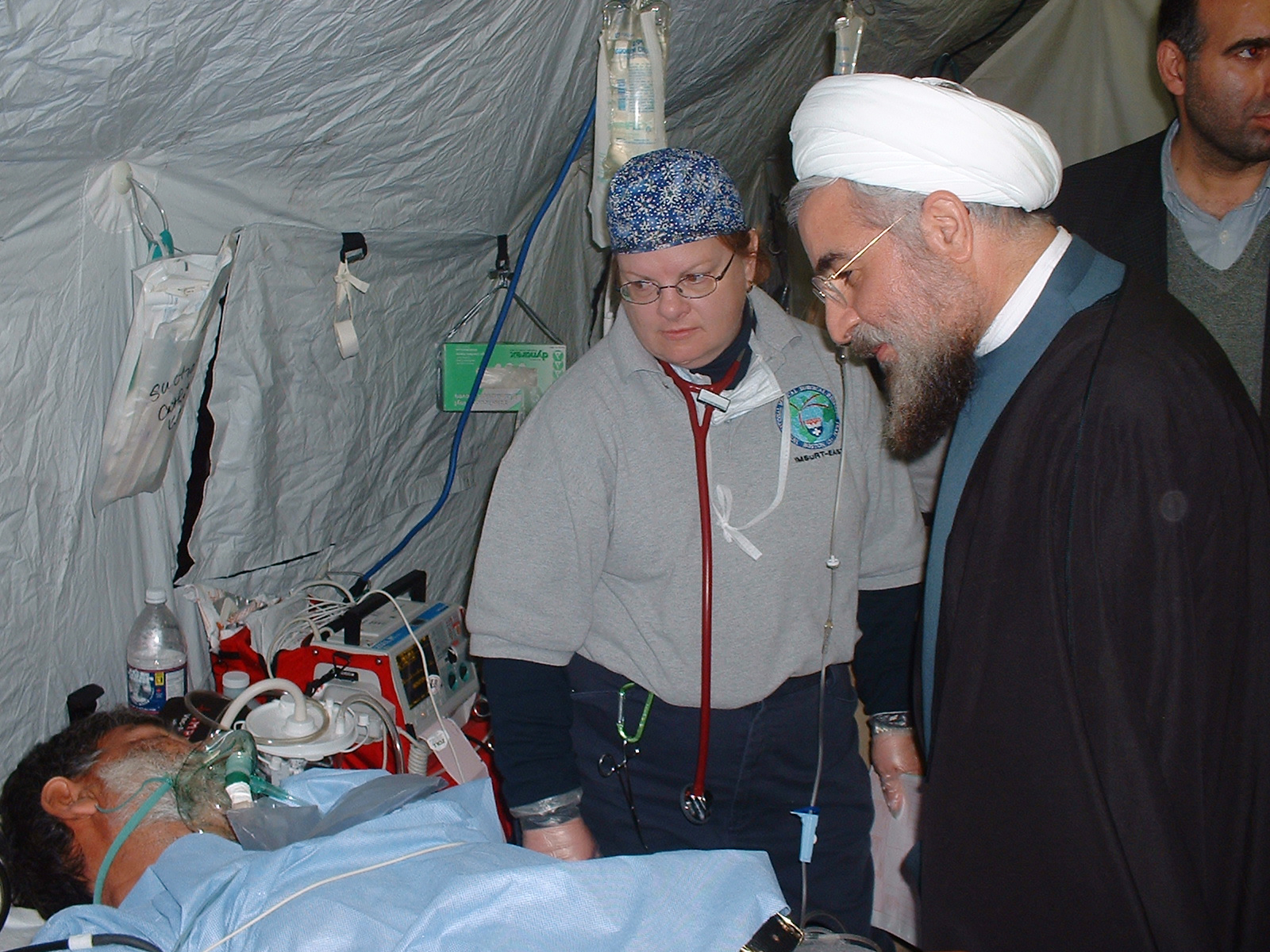
بازدید روحانی، دبیر وقت شورای عالی امنیت ملی از بیمارستان صحرایی فما در جریان زمین‌لرزهٔ بم

### موضع‌گیری در برابر حوادث تیر ۱۳۷۸
سخنرانی حسن روحانی در راه‌پیمایی ترتیب داده شده در ۲۳ تیر ۱۳۷۸ و پس از حمله به کوی دانشگاه تهران در ۱۸ تیر به دست شورای هماهنگی تبلیغات اسلامی، یکی از مهم‌ترین فرازهای حیات سیاسی اوست. روحانی در سخنان طولانی خود، حمله به کوی دانشگاه تهران را غیرقانونی و خلاف اصول اخلاقی و دینی دانست و با اشاره به مسئولیت شورای عالی امنیت ملی در ریشه‌یابی این حادثه، قول بررسی و شناسایی و سپردن عوامل آن به دست عدالت را داد. او در بخشی دیگر از سخنانش گفت: «من در همین‌جا لازم می‌دانم از دانشجویان عزیز بیدار، هوشیار و قهرمان تشکر و قدردانی کنم که با هوشیاری و با دید نافذشان تا متوجه شدند که این عناصر مفسد و معاند در کنار آن‌ها قرار گرفته‌اند، بلافاصله اعلام بیزاری و برائت کردند و خودشان را کنار کشیدند. این نشان هوشیاری و بیداری دانشجویان انقلابی و مسلمان و قهرمان ما است. افرادی که اتوبوس و اموال عمومی را آتش می‌زنند، آن‌ها که ماشین بیت‌المال را آتش می‌زنند و حتی اتومبیل شخصی افراد را از بین می‌برند… بی‌تردید این افراد دشمن مردم ایران و ارزش‌های این مرز و بوم هستند، این اوباش حتی به مساجد هم تعرض کردند. ادامه این وضع برای نظام ما کشور ما و ملت ما قابل تحمل نخواهد بود. دیروز نسبت به این عناصر دستور قاطع داده شد، دیروز غروب دستور قاطع صادر شد تا هر گونه حرکت این عناصر فرصت‌طلب، هر کجا که باشد با شدت و با قاطعیت برخورد شود و سرکوب شوند. مردم ما شاهد خواهند بود که از امروز نیروی انتظامی، نیروی قهرمان بسیج حاضر در صحنه، با این عناصر فرصت‌طلب و آشوبگر — اگر جرئت ادامه حرکت مذبوحانه داشته باشند — چه خواهند کرد… آن عاملی که امروز ملت ما را متحد کرده است و پیوند ناگسستنی در ملت ما ایجاد کرده است، اسلام و [اسلامیت نظام] است و مظهر این اسلامیت، رهبری و مقام ولایت است… مسئلهٔ ولایت مظهر اقتدار ملی ما است….»
سرلشکر رحیم‌صفوی بعدها در این باره گفت که در آن زمان پس از پیش‌آمدن یک درگیری لفظی، روحانی به نفع سپاه رأی داده است و گفته است: «سپاه باید بیاید؛ برای دفع فتنهٔ تهران»
روحانی در سال ۱۳۹۲، در گفتگویی با روزنامهٔ شرق دربارهٔ وقایع ۱۸ تیر اعلام کرد که تلاش آن‌ها این بوده که بین دانشجویان و انتقادات دانشجویی با آشوب‌گران و اقدامات تخریبی تفکیک قائل شوند و هدف جمع‌شدن سریع ناامنی در تهران بوده است. به گفته روحانی «آشوب خیابانی» به صورت امنیتی حل نشد و «کاری که ما در ۱۸ تیر کردیم این بود که وقتی دیدیم مسئله به آشوب خیابانی تبدیل شد و دیگر بحث دانشجو و دانشگاه نیست، از خود مردم خواستیم بیایند و اعلام نظر کنند و ماجرا با حضور مردم در ۲۳ تیر تمام شد.» او اقدامات شورا در این وقایع را درست و خردورزانه دانست.

## مذاکرات هسته‌ای

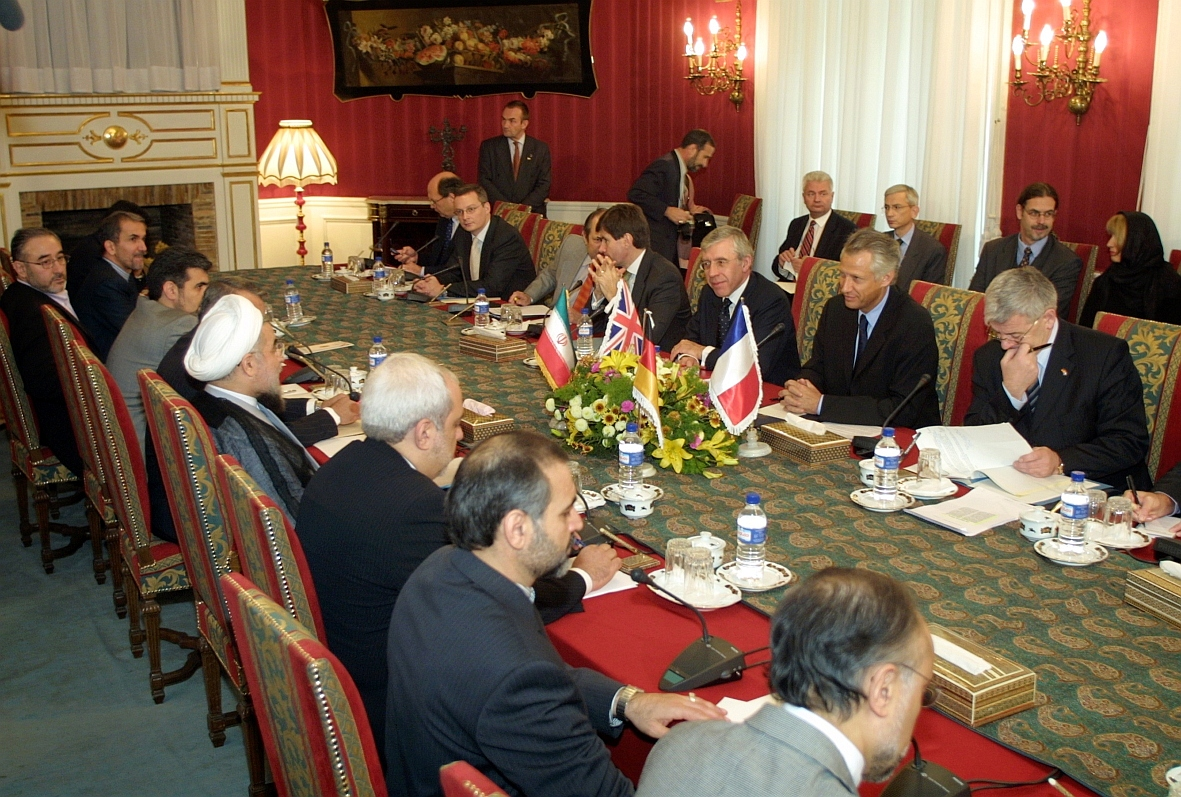
اولین مذاکره هسته‌ای با سه کشور اروپایی، کاخ‌موزه سعدآباد تهران - ۲۹ مهر ۱۳۸۲

دوران تصدی روحانی در پروندهٔ هسته‌ای از ۱۴ مهر ۱۳۸۲ تا ۲۴ مرداد ۱۳۸۴ (۶۷۸ روز) بود. این دوران پس از طرح موضوع هسته‌ای ایران در سطح بین‌المللی و صدور قطعنامهٔ شدیداللحن آژانس بین‌المللی انرژی اتمی آغاز گردید. شورای حکام آژانس، نخست در خرداد ۱۳۸۲ طی یک بیانیه و سپس در شهریور همان سال طی قطعنامه‌ای به پروندهٔ هسته‌ای ایران پرداخته و تلاش کرد تا تعهدات سختی را بر دوش ایران قرار دهد. در این هنگام که مقارن با پیروزی آمریکا در عراق و تشدید فضای جنگ در منطقه بود، جامعهٔ جهانی دچار بحران و تنش بی‌سابقه‌ای بود و نسبت به روند پیشرفت‌های هسته‌ای ایران نیز حساسیت خاصی به وجود آمده بود.: ۱۲۰–۱۲۶ 
با افزایش تنش‌ها و با توجه به ناسازگاری‌های موجود میان وزارت امور خارجه و سازمان انرژی اتمی، با پیشنهاد کمال خرازی وزیر امور خارجه و موافقت رئیس‌جمهور و همچنین سایر اعضای جلسه سران نظام، تصمیم گرفته می‌شود تا با تشکیل یک هستهٔ قوی کارآمد سیاسی-فنی-حقوقی، مسئولیت مذاکرات بر عهدهٔ حسن روحانی گذاشته شود تا با اختیارات ویژه، برنامهٔ جامعی برای ادامهٔ کار تهیه کند و هماهنگی لازم بین ارگان‌های ذی‌ربط را برقرار نماید. بدین ترتیب با حکم سید محمد خاتمی و تأیید سید علی خامنه‌ای، حسن روحانی در تاریخ ۱۳۸۲/۷/۱۴ مسئول پروندهٔ هسته‌ای می‌شود: ۱۳۸–۱۴۰  و از آن تاریخ، این پرونده به‌طور کامل به دبیرخانهٔ شورای عالی امنیت ملی محول می‌گردد. متعاقباً مذاکرات ایران با سه کشور اروپایی از تهران (سعدآباد) شروع و در ماه‌های بعد در بروکسل، ژنو و پاریس ادامه می‌یابد.
روحانی و تیم او که متشکل از دیپلمات‌هایی بودند که ولایتی و خرازی آنان را به عنوان بهترین‌های وزارت امور خارجه معرفی کرده بودند،: ۱۴۱٬۱۰۹  به دلیل شرایط سیاسی-امنیتی و تبلیغاتی که علیه ایران بود، تاکتیک خود را بر گفتگو و اعتمادسازی استوار کردند. بدین صورت که در گام اول از گسترده‌شدن اتهامات و مجموعه مسائلی که علیه ایران مطرح می‌شد، ممانعت کردند تا از ارجاع پروندهٔ ایران به شورای امنیت سازمان ملل جلوگیری شود. از این رو در مسیر اعتمادسازی، در چند مقطع، برخی فعالیت‌های هسته‌ای ایران به صورت داوطلبانه تعلیق شد.
اگرچه هم‌زمان با اعتمادسازی، تثبیت حقوق ایران، کاستن فشارهای بین‌المللی، ایجاد شکاف در غربی‌ها و دور شدن از ارجاع پرونده به شورای امنیت، ایران توانست چرخهٔ سوخت خود را تکمیل کرده و پیشرفت‌های قابل توجهی بکند: ۶۶۰–۶۶۷  ولی بعداً به تصمیمات دوران مسئولیت روحانی انتقادات فراوانی مطرح شد.
بعد از روی کار آمدن دولت احمدی‌نژاد، حسن روحانی در تاریخ ۱۳۸۴/۵/۲۴ از سِمَت دبیری شورای عالی امنیت ملی، بعد از ۱۶ سال کناره‌گیری کرد: ۶۰۱٬۵۹۴  و علی لاریجانی به عنوان دبیر جدید منصوب شد و مسئولیت پروندهٔ هسته‌ای را بر عهده گرفت. او نیز با سیاست‌های دولت جدید کنار نیامد و در تاریخ ۱۳۸۶/۷/۲۸ استعفاء داد و سعید جلیلی جایگزین وی شد. با انتخاب حسن روحانی به عنوان هفتمین رئیس‌جمهوری ایران، این بار مسئولیت مذاکرات هسته‌ای بر دوش محمدجواد ظریف، وزیر امور خارجهٔ دولت یازدهم و از اعضاء تیم سابق مذاکره‌کنندهٔ حسن روحانی قرار گرفت.

## خاطرات هسته‌ای
کتاب امنیت ملی و دیپلماسی هسته‌ای که شرح عملکرد و نیز خاطرات دوران تصدی حسن روحانی به عنوان مسئول پروندهٔ هسته‌ای ایران و در مقام دبیری شورای عالی امنیت ملی است، چگونگی تصمیم‌گیری در ساختار سیاسی ایران، نقش نهادهای عالی‌رتبه در پروندهٔ هسته‌ای و تمام مراحل مذاکرات با اروپایی‌ها را با ذکر مستندات روایت می‌کند. این خاطرات، جزئیات خواندنی و مهمی را شامل می‌شود که قضاوت دربارهٔ عملکرد این گروه و تصمیم‌هایی که مقامات و رهبران بلندپایهٔ ایران طی آن گرفته‌اند را ممکن می‌سازد.
انتشار این کتاب در دورانی که روحانی و تیم وی به «وادادگی در برابر کشورهای غربی» متهم می‌شوند و درحالی‌که شاهد تشدید دامنهٔ تحریم‌ها و مشکلات سیاسی-اقتصادی ناشی از رویکرد اتمی و تصمیمات جانشینان او هستیم، نوعی پاسخ به تاریخ و حضور در برابر هیئت منصفهٔ افکار عمومی است.
کتاب امنیت ملی و دیپلماسی هسته‌ای، در دوازده فصل و هفت پیوست در ۱۲۰۹ صفحه نگارش شده و نخستین کتاب فراگیر در موضوع انرژی هسته‌ای ایران است که تاکنون به چاپ رسیده و در دستهٔ کتاب‌های تاریخ شفاهی ایران قرار می‌گیرد.
رویکرد مردمی به این کتاب انگیزه‌ای برای چاپ چندبارهٔ آن در هنگامه کوتاهی شده و در زمستان ۱۳۹۱ برای بار پنجم چاپ گردید. گزیده‌ای از این کتاب نیز تحت عنوان «روایت تدبیر و امید» همراه با تصاویری از مذاکرات در ۵۵۲ صفحه، در اسفند ۱۳۹۱ منتشر شده است.

### شیخ دیپلمات
گرچه حسن روحانی به عنوان رئیس شورای سرپرستی سازمان صدا و سیما، رئیس کمیسیون‌های دفاع و سیاست خارجی مجلس و پس از آن با مقام نایب رئیسی مجلس و دبیری شورای عالی امنیت ملی، در نقش یک دیپلمات، ظاهر شده و دیدارها و گفتگوهای پرشماری را با سران کشورهای بیگانه تجربه کرده بود ولی ریاست و حضور او در نشست‌های هسته‌ای بود که انگیزه‌ای گردید تا به وی عنوان «شیخ دیپلمات» را دادند.

« این‌که به من عنوان دیپلمات یا سیاستمدار یا عنوان مشابه دیگری لقب می‌دهند، شاید به این دلیل است که من هشت سال در مجلس رئیس کمیسیون سیاست خارجی و شانزده سال دبیر شورای عالی امنیت ملی بودم و در این مدت ملاقات‌های خارجی فراوان و گاهی سفرهای خارجی داشتم و به مدت ۲۲ ماه مسئول پرونده هسته‌ای بودم شاید همه این‌ها زمینه شد تا به من عنوان دیپلمات داده شود. »

حسن روحانی در گفتگو با خبرگزاری ایلنا
این عنوان برای نخستین بار در آبان ۱۳۸۲ در تیتر صفحهٔ اول روزنامه نوپای شرق نقش بست و بعد از آن بارها در رسانه‌های داخلی و خارجی فارسی‌زبان تکرار شد و به نظر برای همیشه برای او ماندگار شد. روحانی تنها آخوند عضو تیم مذاکره‌کنندهٔ هسته‌ای ایران تا به امروز بوده است.

## دوران ریاست جمهوری

### یازدهمین دورهٔ انتخابات ریاست جمهوری
حسن روحانی، در روز ۲۲ فروردین ۹۲، با شعار «دولت تدبیر و امید» در میان هوادارانش رسماً اعلام کاندیداتوری کرد. در این همایش که با حضور جمعی از حامیان و مسؤولین برگزار شد، یاسر و فاطمه، فرزندان هاشمی رفسنجانی نیز حضور داشتند.
روحانی که پیشتر اعلام کرده بود مستقل می‌آید، در همایش اعلام کاندیداتوری خود گفت: رئیس‌جمهوری باید مسئولیت را به عهده بگیرد که ملی باشد نه حزبی. وی تدوین «منشور حقوق شهروندی» را از جمله اولویت‌های خود در صورت انتخاب برای ریاست جمهوری عنوان کرد و گفت: دولت من، دولت تدبیر و امید است و گفتمان آن، «نجات اقتصاد، احیای اخلاق و تعامل با جهان» است.
در ۳۱ اردیبهشت ۹۲، حسن روحانی به همراه ۷ نامزد دیگر برای انتخابات ریاست جمهوری تأیید صلاحیت شدند.
در ۷ خرداد ۹۲، پس از آنکه حسن روحانی در برنامهٔ زندهٔ تلویزیونی، کلیدی را به عنوان «کلید تدبیر» به مردم نشان داد، ستاد انتخاباتی وی اعلام کرد که «کلید» نماد ستاد انتخاباتی اوست.

« بعد از پایان انتخابات ریاست جمهوری که الحق مردم در این راه سنگ تمام گذاشتند و شکوهی آفریدند و صحنه‌ای را خلق کردند که حتی دشمنان را به حیرت وادار کرد، هیچ‌کس نتوانست در این انتخابات زیبا و با شکوه در داخل و خارج تردید کند. »

حسن روحانی، سخنرانی در مجلس تیر ۱۳۹۲
حسن روحانی در عصر یازدهم خرداد ۱۳۹۲ در حسینیه جماران، در میان خیل هوادارانش که شعار «درود بر خاتمی، سلام بر روحانی»، «درود بر هاشمی، سلام بر روحانی»، «صلی علی محمد بوی بهشتی آمد»، «سران در حصر ما آزاد باید گردند»، «موسوی و کروبی آزاد باید گردند»، «درود بر موسوی، سلام بر روحانی» و «درود بر موسوی، سلام بر کروبی» سر می‌دادند و پلاکاردهایی با تصویر سید محمد خاتمی، هاشمی رفسنجانی، حسن روحانی، میرحسین موسوی و مهدی کروبی در دست داشتند، حضور یافت. در جریان سخنرانی، روحانی ضمن اشاره به غنی‌سازی اورانیوم و بهره‌برداری اولین سانتریفیوژ در دوران اصلاحات و بازدید وی و میرحسین موسوی از فعالیت‌های هسته‌ای انجام شده، در سخنانی اظهار داشت که افتخار مربوط به فناوری هسته‌ای از آن دولت اصلاحات و دولت سازندگی است و عده‌ای تازه به دوران رسیده بر سفرهٔ آماده نشسته‌اند. روحانی در پایان اعلام کرد که «یک کلمه به صورت مبهم بگویم: امسال یعنی سال ۹۲، سال ۸۸ نخواهد شد، شما را از صندوق رأی دور نکنند.» پس از سخنرانی و به دنبال برخی شعارها در حمایت از سید محمد خاتمی و علی‌اکبر هاشمی رفسنجانی، سه تن از اعضای ستاد روحانی از جمله سعید الله بداشتی، رئیس ستاد جوانان و دانشجویان حامی حسن روحانی دستگیر شدند. کمی بعد ستاد حسن روحانی و محمدرضا عارف در بیانیه‌هایی جداگانه این عمل نیروی انتظامی را محکوم کرده و خواهان آزادی جوانان دستگیر شده، گشتند.
در اولین مستند تبلیغاتی حسن روحانی، سید محمد خاتمی پس از چهار سال در رسانهٔ ملی دیده شد. در این مستند که بخش‌هایی از آن به حضور هاشمی رفسنجانی، سید محمد خاتمی و محمدی گلپایگانی در میتینگ تبلیغاتی حسن روحانی اختصاص داشت، خاتمی و هاشمی رفسنجانی به حمایت از عملکرد وی در شورای عالی امنیت ملی و در رابطه با مذاکرات هسته‌ای پرداختند.
در سومین مناظرهٔ انتخاباتی ۱۳۹۲، محمدباقر قالیباف، اظهار داشت که روحانی زمانی که شورای عالی امنیت ملی بوده است، به دانشجویان برای برگزاری یادبود کوی دانشگاه مجوز نداده است. اما روحانی در جواب گفت: «شما می‌گفتید اجازه دهید دانشجویان بیایند، به شکل گازانبری برای آن‌ها برنامه دارید و کار را تمام می‌کنید، اما من گفتم راه این نیست، اگر می‌خواهید این‌ها را به خیابان بیاورید و بعد گازانبری این‌ها را محاصره کنید و برایشان پرونده درست کنید این کار را نکنید. اگر می‌خواهید مجوز بدهید باید آزاد بگذارید، نقطهٔ آغاز و مقصد مشخص باشد و تظاهرات بکنند.»، قالیباف نیز در پاسخ او گفت که این حرف گازانبری که روحانی می‌گوید درست نیست و ادامه داد «من در مقابل لباس‌شخصی‌ها ایستادم و گفتم کسی خلاف قانون نکند و هزینه‌اش را دادم. حرفم این بود که آن زمان می‌گفتم به دفتر تحکیم اجازه بدهیم طبق قانون احزاب تجمع کنند» مهدی امینی‌زاده، عضو سابق شورای مرکزی دفتر تحکیم وحدت، همان شب طی مصاحبه‌ای، اظهارات محمدباقر قالیباف دربارهٔ حوادث کوی دانشگاه را تکذیب کرد.
در روز ۱۸ خرداد ۱۳۹۲ میتینگ انتخاباتی حسن روحانی با حضور هزاران نفر در داخل و اطراف ورزشگاه شهید شیرودی با مجری‌گری رضا رشیدپور برگزار شد. ستاد وی به پوشش ناکافی این رخداد در صدا و سیما اعتراض کرد.
در روز ۱۹ خرداد ۱۳۹۲ یک خبرگزاری و یک وبگاه اصولگرا، خبری مبنی بر احتمال بررسی مجدد صلاحیت روحانی و احتمال رد صلاحیت وی در جلسهٔ بیستم خرداد شورای نگهبان منتشر کردند که روز بعد عباسعلی کدخدایی سخنگوی شورای نگهبان این خبر را تکذیب کرد. حسن روحانی در پاسخ به سؤال خبرنگاری که پرسیده بود آیا احتمال رد صلاحیت وی توسط شورای نگهبان وجود دارد، پاسخی نداد و فقط لبخند زد. چند روز بعد سحام نیوز (وبسایت حزب اعتماد ملی) وابسته به مهدی کروبی، به نقل از یکی از بزرگان نظام چنین نوشت که ماجرای مربوط به بررسی مجدد صلاحیت روحانی صحت داشته و روز بیستم خرداد در جلسه شورای نگهبان با محوریت تصویب بودجه، احمد جنتی در رابطه با بررسی مجدد صلاحیت وی سخن گفته است و با واکنش تعدادی از اعضای شورای نگهبان و تهدید آن‌ها به ترک جلسه مواجه گردیده و به همین دلیل از ادامه آن منصرف شده و به دستور وی اخبار مربوط به آن نیز به کلی تکذیب شده است.
در نیمه‌شبِ ۲۰ خرداد ۱۳۹۲، محمدرضا عارف، دیگر کاندیدای اصلاح‌طلبان از ادامهٔ رقابت‌ها انصراف داد و هاشمی رفسنجانی، سید محمد خاتمی، سید حسن خمینی، و علی‌اکبر ناطق نوری طی صدور اطلاعیه‌ای تحت عنوان جبههٔ اعتدال‌گرایان، از کاندیداتوری حسن روحانی رسماً حمایت کردند. ساعتی بعد دختر روح‌الله خمینی، زهرا مصطفوی، نیز که پیش از این در نامه‌ای به سید علی خامنه‌ای تجدیدنظر در رد صلاحیت هاشمی رفسنجانی را درخواست کرده بود، طی بیانیه‌ای از سوی جمعیت زنان جمهوری اسلامی ایران، رسماً از کاندیداتوری حسن روحانی حمایت کرد. به دنبال انصراف عارف از ادامهٔ کاندیداتوری، روحانی ضمن صدور بیانیه‌ای از وی تشکر کرد. چند ساعت بعد هاشمی رفسنجانی نیز در جمع جوانان فعال سیاسی اصلاح‌طلب و اصول‌گرا رسماً اظهار داشت که با احترام نسبت به همهٔ نامزدها به حسن روحانی رأی خواهد داد. پس از هاشمی، محمد شریعتمداری نیز رسماً از کاندیداتوری حسن روحانی حمایت کرده و از محمدرضا عارف تشکر کرد.
در شبانگاه سه‌شنبه، بیست و یکم خرداد ۱۳۹۲، مجمع روحانیون مبارز طی صدور بیانیه‌ای ضمن تشکر از انصراف محمدرضا عارف رسماً از کاندیداتوری حسن روحانی حمایت کرد. جمع کثیری از هنرمندان و فرهنگیان و ۲۵۵ تن از استادان دانشگاه‌های کشور نیز طی صدور بیانیه‌هایی جداگانه حمایت خود را از وی اعلام کردند. آیت‌الله یوسف صانعی، سید هادی خامنه‌ای و مصطفی معین از حامیان بعدی روحانی بوند. در روز رأی‌گیری پس از آن که محمدرضا عارف رأی خود را در صندوق انداخت، اعلام کرد که به نفع حسن روحانی از رقابت‌ها کنار کشیده است. روحانی روز ۲۴ خرداد ۱۳۹۲ با حضور در مسجد امام رضا در شهر ری رأی خود را به صندوق انداخت.
حسن روحانی بنا بر اطلاعیهٔ وزارت کشور که در ۲۵ خرداد ۱۳۹۲ منتشر شد با کسب ۱۸٬۶۱۳٬۳۲۹ رأی در یازدهمین انتخابات ریاست جمهوری در ایران (۵۰٫۷۱٪ کل آرا) رسماً به عنوان هفتمین رئیس‌جمهور ایران برگزیده شد.
حسن روحانی پس از اعلام پیروزی وی در انتخابات، در پیام پیروزی و در اولین اظهارات رسمی خود ضمن تشکر از مردم و رهبر انقلاب، صراحتاً از حمایت‌های علی اکبر هاشمی رفسنجانی و سید محمد خاتمی تشکر کرد و گفت: «بی‌شک نقش امیدآفرین آیت‌الله هاشمی رفسنجانی و حجت‌الاسلام والمسلمین سید محمد خاتمی که از چهره‌های درخشان نظام در این خیزش خروش بودند شایستهٔ قدرشناسی است.»

### دوازدهمین دورهٔ انتخابات ریاست جمهوری

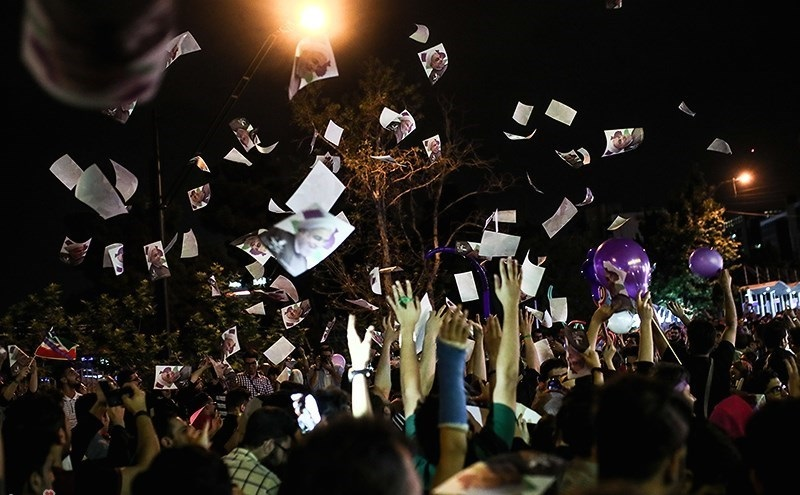
شادی مردم پس از پیروزی حسن روحانی

حسن روحانی در تاریخ ۲۵ فروردین ۱۳۹۶ نامزد دوازدهمین دورهٔ انتخابات ریاست جمهوری ایران شد و در تاریخ ۳۱ فروردین ۱۳۹۶ صلاحیت وی رسماً از طرف شواری نگهبان احراز گردید.
این بار رقبای اصلی روحانی را سید ابراهیم رییسی و محمدباقر قالیباف تشکیل می‌دادند. از طرفی اسحاق جهانگیری، معاون اول روحانی نیز به عنوان کاندیدای پوششی وی و برای بیان اقدامات دولت وارد عرصهٔ رقابت‌ها شد. پس از انجام مناظرات انتخاباتی که با درگیری لفظی شدید میان روحانی و جهانگیری با قالیباف همراه بود، و به دنبال درخواست ائتلاف اصولگرایان، قالیباف از صحنه رقابت‌ها انصراف داد و رییسی به رقیب اصلی روحانی تبدیل شد.
با نزدیک شدن به روز ۲۹ اردیبهشت ۱۳۹۶، سید محمد خاتمی، رئیس‌جمهور اسبق ایران، علی اکبر ناطق نوری، رئیس مجلس اسبق ایران و سید حسن خمینی، مجدداً از حسن روحانی اعلام حمایت نمودند و حتی میرحسین موسوی و مهدی کروبی رهبران جنبش سبز از حصر پیام دادند که به روحانی رأی خواهند داد.
نهایتاً با برگزاری انتخابات و شمارش آراء حسن روحانی با کسب ۲۳٬۵۴۹٬۶۱۶ (۵۷٪ کل آرا) برای یک دورهٔ چهار سالهٔ دیگر رئیس‌جمهوری اسلامی ایران باقی ماند.

### فساد مالی و اقتصادی
در طول هشت سال مدیریت دولت او بر مسند ریاست جمهوری، فسادها و اتهامات مختلف مالی متوجه او و به‌خصوص نزدیکانش از جمله برادر او حسین فریدون، شده است.

## مواضع و دیدگاه‌های سیاسی

### موضع‌گیری و سیاست داخلی
دیدگاه‌های حسن روحانی در خصوص سیاست داخلی؛ تأکید بر فراجناحی بودن و شایسته‌سالار محوری کابینه، عدم تعهد دولت به احزاب و جناح‌های مختلف و وام‌دار نبودن به آن‌ها، تثبیت جامعه به سمت رسانه‌های داخلی و خوش‌آمدگویی به تکثر و تنوع دیدگاه‌ها و دوری گزیدن از هر گونه خودسری؛ افراط و تفریط است. وی همچنین وعده داده است تا انجمن صنفی روزنامه‌نگاران را فعال نماید.

#### تحصن مجلس ششم
روحانی تحصن نمایندگان مجلس ششم را «نشانگر نهاد جدید دمکراتیک ایران و اعتراض یک نهاد به عملکرد یک نهاد دیگر» دانست و گفت این بحث‌ها ثابت می‌کند ایران کشور آزادی‌ست.

#### انتخابات سال ۸۸
او در مصاحبه با روزنامهٔ شرق، حوادث پس از انتخابات ۸۸، را تا روز جمعه ۲۹ خرداد ۸۸ و بعد از آن متفاوت دانست و گفت اعتراضات پس از آن روز می‌بایست به شیوهٔ دیگری طرح می‌شد و همهٔ مسائل به قانون سپرده می‌شد. اصولگرایان با اشاره به سخنرانی او در ۲۳ تیر ۷۸ او را به سکوت متهم می‌کردند.
روحانی تاکنون هیچ گونه موضع رسمی در قبال اعتراضات به نتایج انتخابات ریاست جمهوری ایران در سال ۸۸ وقوع تقلب در انتخابات و اقدام میرحسین موسوی و مهدی کروبی در حمایت از معترضان اتخاذ نکرده است و از همین روی از سوی برخی اصولگرایان «ساکت فتنه» لقب گرفته است. روحانی تظاهرات عاشورای سال ۱۳۸۸ را از سوی اندکی «فریب‌خورده» دانست که «به امام حسین هتاکی کردند، آن‌هایی که به اموال عمومی تعرض کردند و آن‌هایی که قانون را زیرپا گذاشتند» و در مورد تظاهرات ۹ دی آن سال گفت «به اعتقاد من پاسخ مردم در تجمع روز چهارشنبه ۹ دی ماه، یک پاسخ قاطع و محکمی بود در برابر هتاکان و در برابر آن‌هایی که در خارج از کشور با تحلیل‌های غلط فکر می‌کنند که انقلاب و نظام ما در معرض خطر و در شرف نابودی قرار گرفته است.» او بعداً در سخنرانی خود در ۹ دی ۱۳۹۵ گفت که «مردم ما به خاندان رسالت عشق دارند. ببینید در ۹ دی مردم چه کردند. آن‌ها احساس کردند که به امام حسین (ع) توهین شده است.»
روحانی پیش از انتخابات ریاست جمهوری در سخنرانی خود در دانشکدهٔ ادبیات و علوم انسانی دانشگاه تهران گفت: «ما باید در این انتخابات کاری کنیم که مردم به صندوق رأی اطمینان پیدا کنند. هیچ خیانتی در کشور بالاتر از خیانت به صندوق ملی نیست باید تردیدها را برطرف کنیم… چرا لیست کنار صندوق‌ها محرمانه تلقی می‌شود؟ مردم باید از آرای خود آگاه شوند و بعد باید بلافاصله در سایت وزارت کشور منعکس شود. هم‌زمان با وزارت کشور افکار عمومی هم باید بتوانند آرا را جمع بزنند… باید کاری کنیم که انتصابات به انتخابات تبدیل شوند… حضور مردم یک اعتراض طبیعی بود، اما ادامهٔ آن را نمی‌پسندیدم چرا که ادامهٔ آن نمی‌توانست مسئله را حل کند، پیشنهاد من این بود که ۲۰ درصد صندوق‌ها را به صورت تصادفی بشماریم و اگر اختلافات بسیار بود همهٔ صندوق‌ها بازشماری شود. اما این پیشنهاد عملی نشد، بنابراین به نظر من ادامهٔ تظاهرات خیابانی نیز ثمری نداشت.» وی در ادامه گفت: «فتنه از سال قبل از سال ۸۸ بود، ای کاش وقتی حرکت خلاق قانون در صدا و سیما انجام گرفت، مسئولان اقدام می‌کردند.» او همچنین ضمن اشاره به تلاش خود در شورای عالی امنیت ملی برای رفع حصر حسینعلی منتظری به دانشجویان وعده داد که تمام تلاش خود را برای آزادی زندانیان سیاسی و کسانی که بدون محاکمه در حبس و حصر قرار گرفته‌اند، انجام دهد.
دانشگاه و احزاب
حسن روحانی معتقد است دانشجویان باید بار فقدان احزاب فعال را بکشند و همچنین دانشگاه‌ها بهتر است به شکلی فعال عمل کنند. وی در اواخر سال ۱۳۹۱ از شکسته شدن فضای کنونی دانشگاه‌ها و فعال‌تر شدن در حوزهٔ سیاسی و همچنین افراطی‌گرایی برخی جریانات دانشجویی انتقاد کرده بود. وی معتقد است که همواره جریان‌های افراطی در دانشگاه‌ها وجود داشته است و گاهی احساسات بر عقل و تدبیر پیروز می‌شده است و مشکلات را عملاً دو چندان می‌کرده است. وی می‌گوید بایستی شرایطی را فراهم کنیم تا قانون‌گرایی در جامعه حکمفرما شود. این کار نیز با تدبیر و مدیریت میسر است. حالا شرایط ایران عادی نیست، بلکه شرایط فوق‌العاده است؛ و لذا بهتر است، جدا از اندیشه‌های صرف اصلاح‌طلبانه یا اصول‌گرایانه، بیشتر به فکر زدودن مشکلات ملت باشیم.
رابطه با دیگر قوا
حسن روحانی دربارهٔ تعامل قوهٔ مجریه با دو قوهٔ دیگر می‌گوید «تعامل و رابطهٔ رئیس مجریه با دو قوه قضاییه و مقننه چارچوبش همانی می‌باشد که قانون اساسی ما وضع کرده است و همان است که مطلوب مردم است. این تعامل رابطه‌ای است که منافع مردم را تأمین می‌کند هنگامی که تعامل بین قوا به گونه‌ای باشد که مردم احساس بکنند منافع آن‌ها کمتر مد نظر است خدایی نکرده با یک مسایلی شخصی یا بخشی مطرح می‌شود این همانجایی است که مردم را نگران می‌کند.»

#### رسانه و مطبوعات
« منبع جوشان امید، تدبیر و اعتدال، حسن روحانی نیست، بلکه منبع جوشان آن، ملت است. حسن روحانی مثل همه آدم‌هاست و فرقی با دیگران ندارد، معجزه‌گر یا معجزه قرن و دهه نیست و معجزه‌ای ندارد و اتصال ویژه‌ای به آسمان و پشت پرده هم ندارد. معجزه را حُسن تدبیر، وحدت ملی، ایثار کارکنان نظام، هماهنگی و انسجام و وحدت ایجاد می‌کند. »

سخنرانی حسن روحانی در مراسم تودیع و معارفه وزرای کشور دولت دهم و دولت یازدهم
حسن روحانی می‌گوید خواستهٔ دولت این است که رسانه‌ها یک‌طرفه عمل نکنند و از آنجا که احزاب ما به آن صورت فعالیت ندارند، قسمتی از فعالیت احزاب بر عهدهٔ رسانه‌ها است. در این میان این رسانه‌ها هستند که با کار خود ناظر پی‌درپی بر حکومت و به خصوص دولت هستند. وی بر این باور است نقد دلسوزانهٔ رسانه‌ها می‌تواند به نظام و دولت یاری برساند. وی وعده داده است که ارتباط خوبی مابین رسانه‌ها و دولت در دولت تدبیر و امید برقرار خواهد شد و ارتباط دولت با رسانه‌ها دو طرفه خواهد بود.
نظارت استصوابی
در ۲۸ مرداد ۱۳۹۴ و در آستانهٔ انتخابات مجلس شورای اسلامی، حسن روحانی، رئیس‌جمهوری در نشست مشترک هیئت دولت و استانداران سراسر کشور، با بیان این که مجلس شورای اسلامی آینده متعلق به یک حزب و جناح نخواهد بود، گفت: «مگر مجلس اول که در آن زمان حتی شورای نگهبان وجود نداشت بهترین مجلس تاریخ این کشور نبود؟.. شورای نگهبان «چشم» است و نمی‌تواند کار «دست» را بکند. این نظر مقام معظم رهبری و گفتهٔ قانون اساسی ماست و مگر می‌شود جناحی بگوید که من یک خُم رنگرزی پیدا کرده‌ام که می‌توانم آنجا را به هر رنگی که بخواهم درآورم؛ این‌گونه نیست. ما جایی را در کشور نداریم که بخواهد افراد صالح و دلسوز را که می‌خواهند با استفاده از تجربیاتشان به کشور خدمت کنند حالا از هر جناحی که باشند رد صلاحیت کند. تمام گروه‌ها و دسته‌جات سیاسی قانونی مورد احترام هستند. همه از نظر دولت برابرند و آن جایی که باید بگوید فردی برای شرکت در انتخابات صالح است یا نه هیئت‌های اجرایی هستند و ما هیئت اجرایی نداریم که یک جناح را تأیید صلاحیت کند و یک جناح دیگر را تأیید صلاحیت نکند. شورای محترم نگهبان ناظر است نه مجری. مجری انتخابات دولت است. دولت مسئول برگزاری انتخابات است و دستگاهی هم پیش‌بینی شده که نظارت کند تا خلاف قانون صورت نگیرد. شورای نگهبان چشم است و چشم نمی‌تواند کار دست را بکند، نظارت و اجرا نباید مخلوط شوند باید به قانون اساسی کاملاً توجه کرده و عمل کنیم.»
رد صلاحیت گستردهٔ اصلاح‌طلبان در انتخابات مجلس
پس از آن‌که هیئت نظارت شورای نگهبان در جریان انتخابات مجلس دهم، نود و نه درصد کاندیدهای اصلاح‌طلب را در سراسر کشور رد صلاحیت کرد، حسن روحانی، رئیس‌جمهور ایران در ۲۷ دی ۱۳۹۴، در نشست خبری پس از اجرایی شدن برجام در پاسخ به سؤال یکی از خبرنگاران پیرامون واکنش دولت به رد صلاحیت گسترده اصلاح‌طلبان گفت: «اطلاعات اولیه خیلی خوشحال‌کننده نبود. در مرحلهٔ ثبت‌نام استقبال خیلی خوب بود. همچنین در مرحلهٔ دوم و در مرحلهٔ هیئت‌های اجرایی هم خیلی خوب و امیدوارکننده بود اما در مرحله نظارت به تعبیر خودشان افراد زیادی احراز صلاحیت نشدند، لذا بسیار امیدواریم شورای نگهبان دخالت کند و موارد مشکل را حل کند. به عنوان رئیس‌جمهور از همهٔ اختیاراتم استفاده می‌کنم، شورای نگهبان نهاد بسیار مهمی است و پاسدار قانون اساسی است.» روحانی با اشاره به این نکته که ما و شورای نگهبان وظایف مشترکی داریم و هر دو پاسدار و نگهبان قانون اساسی هستیم تا قانون اساسی در قوانین موضوعه نقض نشود، اظهار داشت: «امیدوارم شورای نگهبان به گونه‌ای موضوع را حل کند تا انتخابات پرشوری داشته باشیم و حتی کسانی که به فرمایش رهبر معظم انقلاب با نظام هم مشکل دارند، حضور یابند.» حسن روحانی، همچنین در دومین همایش استانداران و فرمانداران کشور، ضمن انتقاد شدید از رد صلاحیت‌های گسترده هیئت نظارت شورای نگهبان گفت: «در قانون اساسی آمده که یهودی‌ها باید نماینده داشته باشند یا چقدر زرتشتی داریم، یا چقدر آشوری و ارمنی داریم، اگر جناحی در این کشور جمعیتش هفت یا ده میلیون جمعیت دارد آن‌ها هم باید نماینده داشته باشند، اسم مجلس خانهٔ ملت است نه خانهٔ یک جناح. همه باید بیایند پای صندوق، اگر کسی با نظام مسئله دارد او هم بیاید، همه باید پای صندوق بیایند اما زمانی که ما شور و حرارت ایجاد کنیم، اگر یک جناح هست خب نیاز به انتخابات نیست همان‌ها دوباره تشریف ببرند مجلس. باید هردو جناح باشند.»
ناجا
روحانی در همایش سراسری فرماندهان ناجا در ۵ اردیبهشت ۱۳۹۴ سخنی پُر واکنش دربارهٔ وظیفهٔ پلیس در ایران گفت:
پلیس موظف به اجرای اسلام نیست، هیچ پلیسی نمی‌تواند بگوید من این کار را کردم چون خدا گفته است، پلیس یک وظیفه بیشتر ندارد و آن هم اجرای قانون است.
نیروهای مسلح
در ۲۲ مرداد ۱۴۰۴ روحانی تحلیلی از وضعیت ایران در پی جنگ ۱۲ روزه منتشر کرد که شامل پیشنهادهایی برای اقداماتی بود که ایران باید انجام دهد. از جمله، روحانی به جایگاه نیروهای مسلح در ایران اشاره کرد و ادعا نمود که باید اطمینان حاصل شود که آن‌ها در مسائلی غیر از امنیت مداخله نمی‌کنند:
«اگر می‌خواهیم خواست مردم را عمل کنیم، نیروهای مسلح را به وظایف ذاتی خودشان ببریم. اقتصاد، تبلیغات، مسائل سیاست داخلی و سیاست خارجی کار نیروهای مسلح نیست. نیروی مسلح وظایف ذاتی دارد، به وظایف ذاتی خودش عمل کند.»

### موضع‌گیری و سیاست خارجی

مقاصد حسن روحانی در سفرهای خارجی دوران ریاست جمهوری
۶بازدید
۲ بازدید
۱بازدید

خلاصهٔ گفتمان سیاست خارجی حسن روحانی؛ آرمان‌خواهی واقع‌گرایانه، قدرت‌جویی بین‌المللی محاسبه‌گرانه، تعامل با نظم بین‌المللی، موازنهٔ قدرت بر اساس مفهوم اعتدال، تنش‌زدایی به ویژه با همسایگان و رویکرد هزینه-فایده است. حسن روحانی دربارهٔ هدف ورودش به انتخابات ریاست جمهوری گفته بود «ما برای این‌که به اهداف ملی دست پیدا کنیم و برای این‌که کشور را از تحریم ظالمانه نجات دهیم و برای این‌که روابطمان را با دنیا براساس تعامل سازنده بنیان‌گذاری کنیم در این عرصه ورود کرده‌ایم.»
روحانی اولین رئیس‌جمهور ایران است که پس از انقلاب ۱۳۵۷، با رئیس‌جمهور ایالات متحدهٔ آمریکا، ارتباط مستقیم تلفنی برقرار کرد. همچنین او اولین رئیس‌جمهور ایران است که بعد از انقلاب اسلامی، با نخست‌وزیر بریتانیا، دیوید کامرون، به عنوان عالی‌ترین مقام اجرایی بریتانیا دیدار کرده است.
رابطه با آمریکا
وی دربارهٔ رابطه با آمریکا می‌گوید رابطهٔ ایران با آمریکا مسئلهٔ پیچیده و دشواری است؛ ساده نیست. زخم کهنه‌ای وجود دارد که باید درمان شود. دنبال افزایش تنش نخواهیم بود. عقل سلیم هم حکم می‌کند دولت و کشور به فکر آینده باشند و ترمیم گذشته. هرگونه سخن گفتن با آمریکا باید بر مبنای منافع و احترام متقابل و از موضع برابر باشد. روابط امروز ایران با آمریکا در حد دشمنی و تخاصم است، باید سعی کنیم این حد را با برنامه‌ریزی و تدبیر پایین آوریم و حداقل روابط را از دشمنی به تنش برسانیم. در وضعیت کنونی قادر نیستیم بگوییم با آمریکا می‌خواهیم تنش‌زدایی کنیم زیرا امروز بحث تهدید و تخاصم است. در ۸ یا ۱۰ سال پیش می‌شد اما امروز در مرحلهٔ دیگری قرار گرفته‌ایم.
پس از پیروزی روحانی در انتخابات ریاست جمهوری، باراک اوباما، رئیس‌جمهور ایالات متحدهٔ آمریکا با ارسال نامه‌ای پیروزی وی را تبریک گفت و روحانی نیز به نامه اوباما پاسخ داد. خبر ارسال این نامه و محتوای آن، یک ماه پس از آغاز کار دولت یازدهم در ۲۶ شهریور ۱۳۹۲ به وسیلهٔ مرضیه افخم، سخنگوی وزارت امور خارجهٔ ایران منتشر گردید.
روحانی در سخنرانی در مجمع عمومی سازمان ملل متحد در سال ۲۰۱۳، دربارهٔ رابطه با آمریکا گفت:
«ایران به دنبال تعامل سازنده بر اساس احترام متقابل و منافع مشترک با دیگر کشورهاست و در این چارچوب در پی افزایش تنش با ایالات متحدهٔ آمریکا نیز نیست. من سخنان امروز پرزیدنت اوباما را با دقت دنبال کردم؛ در صورت عزم سیاسی رهبران آمریکا و خودداری از دنبال کردن منافع گروه‌های فشار جنگ‌طلب، می‌توان به چارچوبی برای مدیریت اختلافات رسید. در این چارچوب موضع برابر، احترام متقابل و اصول مسلم شناخته شده بین‌المللی باید مبنا باشد؛ البته در این زمینه انتظار ما از واشینگتن، شنیدن صدای واحد است.»
روحانی در ۵ مهر ۱۳۹۲، هنگام بازگشت به ایران در فرودگاه جان اف کندی با رئیس‌جمهور ایالات متحدهٔ آمریکا، پرزیدنت باراک اوباما مکالمهٔ تلفنی کرد. این اولین ارتباط مستقیم سران دو کشور در سطح رئیس‌جمهور بود.
رابطه با انگستان
در ۲ مهر ۱۳۹۳، حسن روحانی با نخست‌وزیر انگلیس، دیوید کامرون، به عنوان عالی‌ترین مقام اجرایی انگلستان دیدار کرد. این اولین دیدار سران دو کشور در سطح عالی‌ترین مقام اجرایی بود.
پروندهٔ هسته‌ای
سیاست حسن روحانی در مسئلهٔ هسته‌ای ایران، تلاش برای خروج پروندهٔ ایران از شورای امنیت در کنار تکمیل فناوری هسته‌ای در کشور است. حسن روحانی می‌گوید هم برای ایران و هم برای دشمنان و کشورهای غربی تنها روش، گفتگو و مذاکره است. مقصود دولت بایستی در نهایت این باشد که تحریم‌ها زدوده شود؛ چرا که به سود ملت ما است. اینکه در کدام نشست و به چه شکل موضوع لغو تحریم‌ها را مطرح کنیم، یک تاکتیک مذاکراتی است. باید مقداری راهکارها و لحن و ادبیات‌مان تغییر کند. ضمن اینکه به نظم جهانی انتقاداتی دارم اما به معنی تقابل با دنیا هم نیست. باید به نوعی با دنیا در تعامل باشیم که هزینه‌هایمان را کاهش دهیم و خود را به مقاصدی که در سند چشم‌انداز است نزدیک کنیم. اگر غرب حقیقتاً به دنبال اعتماد نسبت به فعالیت‌های هسته‌ای ایران است روشی جز مذاکره ندارد و ما هم برای نیل به حقوق‌مان و شکستن تحریم‌ها و گذر از مسیری که اکنون دشمن برای ما به وجود آورده است مذاکره بهترین روش است. در جهان سیاست خارجی نیاز است به دنبال یارگیری باشیم. در شورای حکام آژانس بین‌المللی انرژی اتمی ۳۵ کشور وجود دارد که باید از میان آن‌ها یارگیری کنیم تا به مقصودمان برسیم. حسن روحانی گفته است بایستی اسلوبی را برگزینیم که ایران را به هدفش برساند نه راهی که تکبیر آفرین باشد. یکی از مجال‌هایی که برای آمریکایی‌ها موجود است در صحنهٔ ۱+۵ است. اگر آن‌ها قصد دارند در خصوص پروندهٔ هسته‌ای سخن بگویند مذاکرات فرصت مناسبی است، اما اینکه آمریکا به جلسات می‌آید و سختگیری و مقاومت نابجا می‌کند فرصتی است که از دست می‌رود. او معتقد است دورهٔ تعلیق غنی‌سازی گذشته است ولی باید اعتماد بین‌المللی برای غنی‌سازی ایران را جلب کرد.
در ۲۲ مرداد ۱۴۰۴ روحانی تحلیلی از جنگ ۱۲ روزه و وضعیت ایران در پی آن منتشر کرد. در خصوص مذاکرات هسته‌ای، روحانی اظهار داشت که «باید رابطه‌مان را با دنیا تقویت کنیم. اگر مذاکره به نفع کشور و منافع ملی و امنیت ملی باشد با هر کس که آماده مذاکره است، حرف بزنیم... اگر بتوانیم روابط با اروپا، همسایگان و شرق و غرب، حتی تنش با آمریکا را در شرایطی که به نفع منافع ماست، کاهش دهیم، چه اشکالی دارد؟ نه تنها اشکال ندارد بلکه لازم و واجب است. تنش و تخاصم را باید کاهش دهیم.»
بحران سوریه
حسن روحانی در مورد جنگ داخلی سوریه گفته است: حل معضلات سوریه بر عهدهٔ مردم سوریه است. تصمیم‌گیر نهایی نسبت به عاقبت سوریه؛ ملت سوریه است. البته ما با تروریسم، جنگ داخلی و دخالت‌های کشورهای دیگر موافق نیستیم. دولت کنونی سوریه باید به عنوان دولت در نظر همهٔ کشورهای جهان باشد. در انتخابات ۲۰۱۴ نظر ملت سوریه هر چه بود، حاکم خواهد شد. وی بر لزوم حضور دولت کنونی (بشار اسد) تا انتخابات ۲۰۱۴ تأکید کرد.
روز قدس و تحریف سخنان روحانی
حسن روحانی در گفتگو با خبرنگاران در حاشیهٔ راهپیمایی روز قدس، گفت: «در منطقهٔ ما در سایهٔ اشغال سرزمین فلسطین و قدس عزیز، زخمی بر بدن دنیای اسلام نشسته و این یادآور آن است که مردم مسلمان این حق تاریخی خود را فراموش نخواهند کرد و در برابر ظلم و تجاوز ایستادگی خواهند کرد.» اما دو خبرگزاری ایسنا و تسنیم، به نقل از حسن روحانی نوشته بودند: «رژیم صهیونیستی زخمی است که سال‌ها بر بدن دنیای اسلام نشسته است و این زخم باید از بین برود.» این خبر، بازخورد فراوانی در بسیاری از خبرگزاری‌های خارجی داشت، به‌طوری‌که بنیامین نتانیاهو پس از انتشار این خبر گفت: «روحانی زودتر از آن‌که ما انتظار داشتیم چهرهٔ واقعی خود را نمایان ساخت.» اما بعد از مشخص شدن تحریف سخنان روحانی توسط خبرگزاری‌ها و این‌که وی جمله‌ای مبنی بر «از بین بردن اسرائیل» به کار نبرده است، آنچه را که نقل قول اشتباه برخی خبرگزاری‌های داخلی ایران از سخنان حسن روحانی خواند، محکوم کرد. روز بعد، روزنامهٔ کیهان نیز سخنان تحریف‌شدهٔ حسن روحانی را بار دیگر در صفحهٔ اول خود منتشر ساخت.
تبریک عید سال نوی عبری به همهٔ یهودیان در توییتر منسوب به روحانی
هنگام غروب روز ۱۳ شهریور ۱۳۹۲ (۴ سپتامبر ۲۰۱۳)(۵۷۷۴ یهودی)، در صفحهٔ توییتر منسوب به حسن روحانی، فرارسیدن سال نوی عبری، روش هشنه به همهٔ یهودیان به خصوص یهودیان ایران تبریک گفته شد. در این پیام تبریک آمده بود: «در حالی که خورشید در تهران غروب می‌کند، برای همهٔ یهودیان به ویژه یهودیان ایرانی، روش هشنهٔ مبارکی را آرزومندم.» روز پنجشنبه، ۱۴ شهریور (۵ سپتامبر) خبرگزاری فارس به نقل از محمدرضا صادق، به عنوان مشاور رئیس‌جمهوری، نوشت که «حسن روحانی حساب توئیتر ندارد.» با این حال دفتر حسن روحانی از تکذیب انتساب این حساب توئیتری به رئیس‌جمهوری و این پیام تبریک به یهودیان خودداری کرد. این پیام تبریک واکنش بسیاری از رسانه‌های اسرائیلی و آمریکایی را برانگیخت. در روز پنجشنبه (۵ سپتامبر) محمدجواد ظریف، وزیر امور خارجهٔ دولت حسن روحانی نیز در پیامی در صفحه توییتر خود، روش هشنه را به یهودیان تبریک گفته و ضمن رد نفی هولوکاست از سوی ایران، نوشت: «ایران هرگز هولوکاست را نفی نکرده است.» این در حالی است که روابط ایران و اسرائیل در طول تاریخ جمهوری اسلامی در پایین‌ترین سطح ممکن قرار داشته است. کمی بعد، روحانی در مصاحبه با آسوشیتدپرس اعلام کرد که اکانت شخصی در توئیتر ندارد و اکانت‌های موجود از سوی دوستانش اداره می‌شوند.
محکومیت کشتار یهودیان و غیریهودیان توسط نازی‌ها
حسن روحانی در ۳ مهر ۱۳۹۲ در مصاحبه با کریستین امانپور، خبرنگار شبکه سی‌ان‌ان، ضمن محکوم کردن کشتار یهودیان و غیریهودیان توسط نازی‌ها گفت:
«من قبلاً گفتم که من یک مورخ نیستم و زمانی‌که بحث دربارهٔ ابعاد حوادث تاریخی به وجود می‌آید، مورخان هستند که باید بازتاب از خود نشان دهند اما در کل من می‌توانم بگویم که هرگونه جرمی که در تاریخ علیه بشریت به وجود آمده است، از جمله جرمی که نازی‌ها علیه یهودیان و غیریهودیان انجام دادند، تا جایی که به ما مربوط می‌شود، سزاوار سرزنش و محکومیت است.»
گفتگوی توئیتری با رئیس توییتر
جک دورسی رئیس و یکی از بنیان‌گذاران شبکه اجتماعی توئیتر در یکی از توییت‌های خود در تاریخ ۱۰ مهر ۱۳۹۲، حسن روحانی را خطاب قرار داده و نوشت: «عصر به خیر رئیس‌جمهور، آیا شهروندان ایران می‌توانند توییت‌های شما را بخوانند؟»
صفحهٔ توئیتر منسوب به روحانی در پاسخ به دورسی نوشت: «عصر به خیر جک، همان‌طور که به کریستین امانپور هم گفتم تلاش می‌کنم تا مردم کشورم بتوانند به راحتی به تمام اطلاعات جهانی دسترسی داشته باشند، چون این حق آن‌هاست.»
دورسی هم از پاسخ روحانی سپاس‌گزاری کرده و نوشت: «اگر کمکی برای محقق کردن این موضوع از دست ما برمی‌آید، لطفاً اطلاع دهید.»
رئیس توییتر پیش از این هم ورود رئیس‌جمهوری ایران را به این شبکهٔ اجتماعی خوش‌آمد گفته و آن را الهام‌بخش خوانده بود.

### توهین به منتقدان
حسن روحانی در اولین سخنرانی پس از ریاست‌جمهوری گفته بود از بستن دهان منتقدان به خدا پناه می‌برد. اما در دورهٔ ریاست جمهوری، رویهٔ او در توهین به منتقدان و پاسخ با طعنه و کنایه انتقادهای بسیاری را برانگیخت. بعضی منابع، بیش از ۵۰ مورد توهین یا نیش و کنایه به منتقدان را تا انتهای سال ۹۶ ثبت کرده‌اند به خصوص یکی از اظهارنظرهای او که طی آن منتقدان دولت را دچار کمبود عقل خواند باعث واکنش‌های بسیاری از جمله از طرف نشریات اصلاح‌طلب شد. روزنامهٔ آفتاب یزد از حامیان دولت در مورد این عادت مذموم دولت و معیار دوگانه اصلاح‌طلبان نوشت: 
ادبیات حسن روحانی در مواجهه با چالش‌های سیاسی همیشه همین بوده است. رئیس‌جمهور در مورد مخالفان خود بی‌پروا از واژه‌های خاص استفاده می‌نماید و ابا ندارد که به تریج قبای برخی از آنان بر بخورد. در روزهای کوران بررسی برجام و حملات کور دلواپسان و کاسبان، رئیس دولت سخنان تند و تیزی را علیه این طیف ایراد می‌کرد. «ما» آن زمان برای وی کف می‌زدیم و هورا می‌کشیدیم. حتی زیر لب و از ته دلمان به دلواپسان می‌گفتیم: «نوش جان‌تان!» آن اصلاح طلبانی هم که چندین پیراهن از «ما» بیشتر پاره کرده‌اند سخنی دال بر نقض ادبیات حسن روحانی نمی‌گفتند. خلاصه تأیید بود و تأیید. اما حالا که رئیس‌جمهور به مخالفان خود گفته «بی‌عقل» برخی اصلاح‌طلبان به او انتقاد نموده‌اند که «این چه وضع ادبیات است؟!» به‌هرحال روشن است که حسن روحانی در زمان عصبانیت و در شرایطی که لبخندی مرموز بر لب دارد از این الفاظ همیشه به کار برده و مشخص نیست که چگونه و چطور این عده از اصلاح‌طلبان الان برآشفته شده‌اند! این یک تناقض است که آزار می‌دهد.

### سیاست‌های اقتصادی
« در برنامه مدون من علاوه بر راه حل‌های برای رفع این مشکلات، راه حلهای کوتاه مدتی یک ماه و ۱۰۰ روزه برای حل مشکلات ومعضلات اقتصادی، اجتماعی و سیاست داخلی و خارجی پیش‌بینی شده است که ما می‌توانیم در یک فرصت کوتاه شاهد تحول اقتصادی باشیم »

برنامه با دوربین سیما
سیاست‌های اقتصادی دولت روحانی بر مدار خصوصی‌سازی و رونق اقتصادی با برنامه‌های نئولیبرالی شکل گرفته بود.دیدگاه‌های اقتصادی حسن روحانی رئیس‌جمهور ایران در بلندمدت توسعهٔ اقتصادی و در کوتاه‌مدت افزایش قدرت خرید خانوارها، رشد تولید ملی، افزایش کافی سرمایه‌گذاری، اجرایی شدن سیاست‌های کلی اصل ۴۴ قانون اساسی و بهتر شدن فضای کسب‌وکار است. حسن روحانی معتقد است در کوتاه‌مدت، بهتر شدن وضع اقتصادی مردم باید با افزایش قدرت خرید خانوارها و کم شدن فاصلهٔ درآمدی دهک‌های بالا و پایین محقق شود. وی کسب این اهداف را در گرو تولید ثروت ملی و توزیع عادلانهٔ ثروت ملی می‌داند. حسن روحانی بر این باور است که اگر ثروت ملی تولید نشود، باید فقر توزیع شود. وی می‌گوید تولید ثروت ملی باعث افزایش درآمد واقعی سرانه می‌گردد و توزیع عادلانهٔ ثروت ملی با هدف افزایش کمک‌های مستقیم و غیرمستقیم به قشرها کم‌درآمد است. روحانی مقصود اقتصادی دولت تدبیر و امید را در دورهٔ ۱۳۹۲ تا ۱۳۹۶، افزایش درآمد واقعی خانوارهای ایرانی و افزایش کمک‌های مستقیم و غیرمستقیم به قشرهای کم‌درآمد برشمرده است. او گام اول دولت خود را احیای سازمان مدیریت و برنامه خوانده است. حسن روحانی به توزیع بهینه یارانه‌ها، کنترل نقدینگی و تورم، افزایش رشد اقتصادی، کاهش واردات اعتقاد دارد.
حسن روحانی گفته است با توجه به آثار مخرب تورم در اقتصاد خانوار و در سطح ملی، مهار تورم با جدیت و با چهار روش در «دولت تدبیر و امید» دنبال خواهد شد.
وی اعتقاد دارد که در کنار یارانهٔ نقدی باید یارانهٔ کالایی نیز به دهک‌های پایین جامعه داده شود، چراکه در دولت تدبیر و امید، هدف این است که در بخش اقتصادی، آرامش به مردم داده شود و مردم برای کالاهای اساسی خود نگران نباشند. وی با تأکید بر این‌که صدقه گرفتن افتخار نیست، بلکه صدقه دادن افتخار است، گفت: ما باید به نحوی حرکت کنیم که وضع مالی مردم خوب شود تا مالیات دهند و در واقع به سمتی برویم که دست دولت به سمت ملت دراز باشد نه برعکس آن.
فرشاد مؤمنی اقتصاددان اصلاح‌طلب که سابقاً حامی روحانی بود، در اظهار نظری در خرداد ۱۳۹۷، ضمن انتقاد جدی از سیاست ارزی دولت، لایحهٔ برنامهٔ ششم اقتصادی که دولت روحانی به مجلس ارائه کرد را ناشی از سهل‌انگاری بسیار و ضعیف‌ترین برنامهٔ پنج‌ساله در تاریخ جمهوری اسلامی خواند.

### سیاست‌های اجتماعی و فرهنگی
ورزش
حسن روحانی می‌گوید «ورزش بسیار مهم است ورزش یک امر حاشیه‌ای نیست ورزش حرفه‌ای و قهرمانی هم سر جای خودش اهمیت دارد وقتی که در مسابقات بین‌المللی قهرمانان ما حضور پیدا می‌کنند گاهی اعتماد ملی هم درست می‌کند وقتی می‌بینند ورزشکاران ما با چه قدرتی با چه روحیه‌ای وارد عمل می‌شوند آثار معنوی هم دارد ورزش آثار اخلاقی و دینی دارد ورزش حرفه‌ای برای ما امروز یک ضرورت از نظر غرور ملی و کشوری هست و اهمیت دارد و باید به آن توجه ویژه بشود مخصوصاً در ورزشهایی که جوان‌های ما توجه ویژه نسبت به آن دارند.» حسن روحانی بر این باور است ورزش محتاج نگاهی استراتژیک از سوی دولت است و در عین حال سیاسی کردن آن را هم به هیچ وجه صلاح نمی‌داند. وی می‌گوید من اساساً ورزش را یکی از موارد تقویت هم‌بستگی جامعه می‌دانم.
اقوام
حسن روحانی بارها در مناظرات و بیانیه‌های خود دربارهٔ موضوع پرداختن به مطالبات اقلیت‌های قومی و مذهبی اظهار نظر کرد. وی در بیانیهٔ شمارهٔ ۳ که اختصاصاً در این رابطه بود، برنامه‌های خود را در این باره در ۱۰ بند توضیح داد. از جمله موضوعاتی که به آن‌ها اشاره کرده تدریس زبان مادری ایرانیان (کردی، آذری، عربی و…) به‌طور رسمی در سطوح مدارس و دانشگاه‌ها دراجرای کامل اصل ۱۵ قانون اساسی است. روحانی همچنین بر تبعیض وارده بر اقوام و تغییر نگاه امنیتی نسبت به اقوام و فرهنگ‌های ایرانی نیز تأکید کرد. او همچنین در سفرهای استانی‌اش نشست‌های اختصاصی با سران اقوام همچون دیداری اختصاصی با مردم عرب در اهواز داشت. پیش از آن نیز شیوخ عرب اهواز را در میتینگ انتخاباتی‌اش به تهران دعوت کرد و با آن‌ها گفتگو کرد. روحانی بر این باور است که اقوام این سرزمین از لحاظ حقوقی و شهروندی با یکدیگر برابر خواهند بود.
جوانان
روحانی اعتقاد دارد جوانان باید خود را فرزندان جامعه روحانیت و روحانیون بدانند. وی می‌گوید بایستی توجه داشته باشیم که سر و کار ما با ظاهر و جسم جوانان نیست بلکه با اندیشهٔ ایشان است و جز با راه سِعِهٔ صدر و قول سَدید راه دیگری موجود نیست. حسن روحانی گفته بود روزی که همهٔ جوان‌های ما شاغل بودند و بی‌کار نبودند آن روز جشن می‌گیریم.
وی برای جوانان راهکارهایی مثل تغییر زیربنایی نگاه به امور جوانان، به‌کارگیری و همیاری همهٔ مردم به ویژه جوانان در امور کشوری، پیگیری راهکارهای ارتباط مستقیم جوانان با مسئولان و تشخیص صحیح و دقیق احتیاجات جوانان و به‌وجود آوردن پل ارتباطی بین نسل‌ها با توجه به مقتضیات زمان را پیشنهاد داده است.

## گرایش و طبقه‌بندی سیاسی

### از اصولگرایی تا اصلاح‌طلبی
حسن روحانی عضو جامعهٔ روحانیت مبارز متعلق به جناح راست و در عین حال رهبر حزب اعتدال و توسعه و از چهره‌های نزدیک به اصلاح‌طلبان است.
وی در دورهٔ اصلاحات، محافظه‌کار قلمداد می‌شد اما پس از کناره‌گیری از دبیری شورای امنیت ملی به سیاست‌مداری منتقد تبدیل شد و از محمود احمدی‌نژاد انتقادهای شدیدی کرد. او در سال‌های اخیر با اصلاح‌طلبان و چهره‌های اصلاح‌طلب قرابت بیشتری داشته است.
او در گفتگوی تلویزیونی در جریان تبلیغات انتخاباتی گفت: «من یک اعتدال‌گرا هستم و با اصولگرایان و اصلاح‌طلبان معتدل آشنایی دارم و با آنان در ارتباطم و در این ۳۰ سال تفکراتم تغییر نکرده و افراط‌گرا نبودم. من همیشه با اصولگرایان و اصلاح‌طلبان آشنا و نزدیک بوده و کار کرده‌ام، امروز نیز این مسیر را طی می‌کنم؛ در این سی و چند سال مسیر و خطم تغییر نکرده و هیچ‌گاه افراط‌گرا نبودم لذا امروز نیز نمایندهٔ کسانی هستم که اعتدال را دوست دارند.»
او در سخنرانی خود در میان مدیران صداوسیما پیش از آغاز کار دولتش گفت: «کابینهٔ من یک کابینهٔ کاملاً فراجناحی خواهد بود و تکیهٔ آن بر شایستگی خواهد بود و از آنجا که این دولت هیچ تعهدی به هیچ حزب و جناحی نداده است، وامدار هیچ حزب و جناحی هم نیست؛ شایسته‌ترین افراد از هر حزب و جناحی که باشند، البته به شکل اعتدال و میانه‌روی برای خدمت به مردم برگزیده خواهند شد.»
او در جریان سخنرانی خود در جلسات رأی اعتماد مجلس گفت: «من با اصلاح‌طلب یا اصولگرا بودن افراد مشکلی ندارم، اما چیزی که اهمیت دارد این است که در دولت تدبیر و امید باید بر اساس خط مشی اعتدال عمل کنند.»

### گفتمان عقلانیت، اعتدال و اصلاحات
روحانی در انتخابات ریاست جمهوری ۱۳۸۰، انتخابات ریاست جمهوری ۱۳۸۴ و انتخابات ریاست جمهوری ۱۳۸۸ رهبری حزب اعتدال و توسعه را بر عهده داشت که در این سه انتخابات به ترتیب از سید محمد خاتمی، اکبر هاشمی رفسنجانی و میرحسین موسوی حمایت کرد.
وی در انتخابات ریاست جمهوری ۱۳۹۲ رسماً از سوی اکبر هاشمی رفسنجانی و همچنین سید محمد خاتمی حمایت شد.
محمدرضا عارف کاندیدای رسمی اصلاح‌طلبان درانتخابات ریاست جمهوری ۱۳۹۲ به درخواست سید محمد خاتمی و به نفع حسن روحانی از کاندیداتوری کناره گرفت. پس از این کناره‌گیری، روحانی ضمن تشکر از عارف و خاتمی، در نامه‌ای به سید محمد خاتمی نوشت: «باور دارم که گفتمان «عقلانیت و اعتدال و اصلاحات» می‌تواند مطالبات به حق مردم را دنبال کند و به حقوق اساسی ملت، کارآمدی دولت، هماهنگی قوا و تعامل مؤثر با رهبری بزرگوارِ نظام، مدد رساند.»
او در این نامه از گفتمان مورد نظر خود تحت عنوان گفتمان «عقلانیت، اعتدال و اصلاحات» یاد کرد.
وی پس از پیروزی در انتخابات ریاست جمهوری ۱۳۹۲ در سخنانی که به صورت زنده در اخبار ساعت ۲۱ شبکه یک سیمای جمهوری اسلامی ایران پخش می‌شد گفت: «بی‌شک نقش امیدآفرین آیت‌الله هاشمی رفسنجانی و حجت‌الاسلام والمسلمین سید محمد خاتمی که از چهره‌های درخشان نظام در این خیزش خروش بودند شایستهٔ قدرشناسی است.»

« وزیران من فرماندهان کهنه‌کار هستند نه سربازان میدان »

سخنرانی حسن روحانی در روز رای‌گیری وزیران پیشنهادی مجلس، ۲۴ مرداد ۱۳۹۲
حسن روحانی در جریان انتخابات ریاست جمهوری ۱۳۹۲ (شعارها، برنامه‌ها ، حامی‌ها) و انتخاب کابینه خود، بسیار به اصلاح‌طلبان نزدیک شد؛ از همین رو بسیاری چرخش آرام گرایش سیاسی وی از جناح راست به سمت اصلاح‌طلبی را تأیید می‌کنند.

## تصویر عمومی
مرکز مطالعات بین‌المللی و امنیتی مریلند (CISSM) وابسته به مدرسهٔ سیاست عمومیِ دانشگاه مریلند، نتایج پژوهش‌های خود در افکار عمومی در ایران را به صورت دوره‌ای منتشر می‌کند. تغییرات محبوبیت روحانی در افکار عمومی ایران براساس یافته‌های این مرکز، به شرح جدول زیر است:
| تاریخ پیمایش                                      | اندازهٔنمونه | حاشیهٔخطا | نگرش‌ها         | نگرش‌ها          | نگرش‌ها         | نگرش‌ها        | نگرش‌ها   | نگرش‌ها     | منبع |
| تاریخ پیمایش                                      | اندازهٔنمونه | حاشیهٔخطا | بسیار علاقه‌مند | تا حدی علاقه‌مند | تا حدی بی‌علاقه | بسیار بی‌علاقه | نمی‌شناسم | نظری ندارم | منبع |
| ------------------------------------------------- | ----------- | -------- | -------------- | --------------- | -------------- | ------------- | -------- | ---------- | ---- |
| ۲۰ تیر – ۲۶ تیر۱۳۹۳                               | ۱٬۰۳۷       | ٪±۳٫۱    | ۵۱٪            | ۳۴٪             | ۷٪             | ۶٪            | ۰٪       | ۲٪         |      |
| ۱۷ مرداد – ۲۷ مرداد۱۳۹۴                           | ۱٬۰۰۰       | ٪±۳٫۲    | ۶۱٫۲٪          | ۲۷٫۹٪           | ۴٫۷٪           | ۴٫۳٪          | ۰٫۳٪     | ۱٫۶٪       |      |
| ۸ دی – ۲۵ دی۱۳۹۴                                  | ۱٬۰۱۲       | ٪±۳٫۲    | ۴۲٫۱٪          | ۴۰٫۰٪           | ۶٫۸٪           | ۸٫۴٪          | ۰٫۷٪     | ۲٫۰٪       |      |
| ۱۵ اسفند – ۲۳ اسفند۱۳۹۴                           | ۱٬۰۰۵       | ٪±۳٫۲    | ۴۰٫۴٪          | ۴۳٫۳٪           | ۶٫۴٪           | ۶٫۷٪          | ۰٫۱٪     | ۳٫۲٪       |      |
| ۱۳۹۵                                              | ۱٬۰۰۷       | ٪±۳٫۲    | ۳۷٫۸٪          | ۴۴٫۱٪           | ۸٫۸٪           | ۷٫۶٪          | ۰٫۲٪     | ۱٫۴٪       |      |
| ۲۰ آذر – ۴ دی۱۳۹۵                                 | ۱٬۰۰۰       | ٪±۳٫۲    | ۲۸٫۳٪          | ۴۰٫۴٪           | ۱۵٫۶٪          | ۱۲٫۷٪         | ۰٫۴٪     | ۲٫۶٪       |      |
| ۱۸ اردیبهشت – ۲۱ اردیبهشت۱۳۹۶                     | ۱٬۰۱۵       | ٪±۳٫۱    | ۲۷٫۱٪          | ۳۸٫۴٪           | ۱۲٫۹٪          | ۱۸٫۷٪         | ۰٫۵٪     | ۲٫۴٪       |      |
| دوازدهمین انتخابات ریاست‌جمهوری (۲۹ اردیبهشت ۱۳۹۶) |             |          |                |                 |                |               |          |            |      |
| ۱۳۹۶                                              | ۱٬۰۰۴       | ٪±۳٫۱    | ۳۸٫۷٪          | ۳۷٫۵٪           | ۷٫۶٪           | ۱۴٫۶٪         | ۰٫۱٪     | ۱٫۴٪       |      |
| ۲۶ دی – ۴ بهمن۱۳۹۶                                | ۱٬۰۰۲       | ٪±۳٫۱    | ۲۳٫۵٪          | ۴۲٫۰٪           | ۱۲٫۷٪          | ۱۹٫۰٪         | ۰٫۲٪     | ۲٫۷٪       |      |
| ۲۸ فروردین – ۱۴ اردیبهشت۱۳۹۸                      | ۱٬۰۰۴       | ٪±۳٫۱    | ۱۴٫۹٪          | ۳۱٫۷٪           | ۲۲٫۵٪          | ۲۹٫۳٪         | ۰٫۱٪     | ۱٫۵٪       |      |
| ۳ شهریور – ۷ شهریور۱۳۹۸                           | ۱٬۰۰۹       | ٪±۳٫۱    | ۱۱٫۴٪          | ۳۰٫۹٪           | ۲۰٫۸٪          | ۳۴٫۳٪         | ۰٫۱٪     | ۲٫۵٪       |      |
| ۱۱ شهریور – ۱۱ مهر۱۳۹۹                            | ۱٬۰۰۵       | ٪±۳٫۱    | ۸٫۱٪           | ۲۸٫۷٪           | ۲۷٫۱٪          | ۳۶٫۱٪         | ۰٪       | ۰٫۱٪       |      |
| ۷ بهمن – ۱۸ بهمن۱۳۹۹                              | ۱٬۰۰۸       | ٪±۳٫۱    | ۷٫۶٪           | ۲۸٫۱٪           | ۲۸٫۳٪          | ۴۱٫۸٪         | ۰٫۳٪     | ۱٫۹٪       |      |
| سیزدهمین انتخابات ریاست‌جمهوری (۲۸ خرداد ۱۴۰۰)     |             |          |                |                 |                |               |          |            |      |
| ۸ شهریور – ۱۸ شهریور۱۴۰۰                          | ۱٬۰۰۱       | ٪±۳٫۱    | ۴٫۶٪           | ۱۵٫۹٪           | ۱۸٫۱٪          | ۵۸٫۹٪         | ۰٫۴٪     | ۲٫۱٪       |      |

## فعالیت‌های علمی و پژوهشی
حسن روحانی غیر از مسئولیت‌های اجرایی، به فعالیت‌های علمی نیز پرداخته است.
روحانی استاد پژوهشی مرکز تحقیقات استراتژیک می‌باشد.
وی از سال ۱۳۷۴ تا ۱۳۷۸، عضو هیئت امنای دانشگاه‌های تهران و منطقهٔ شمال بوده و از سال ۱۳۷۱ تا ۱۳۹۲، ریاست مرکز تحقیقات استراتژیک را بر عهده داشته است.
از او کتاب‌ها و مقالاتی به زبان‌های فارسی، انگلیسی و عربی ترجمه شده است.
روحانی مدیر مسئول نشریات راهبرد، فصلنامهٔ بین‌المللی روابط خارجی و ایرینین ریویو آو فارن افرز (Iranian Review of Foreign Affairs؛ به زبان انگلیسی) بوده است.
روحانی همچنین عضو هیئت تحریریهٔ فصلنامهٔ حکومت اسلامی است که وابسته به پژوهشگاه اندیشهٔ سیاسی اسلام دبیرخانهٔ مجلس خبرگان رهبری است.

## تاریخچهٔ انتخاباتی

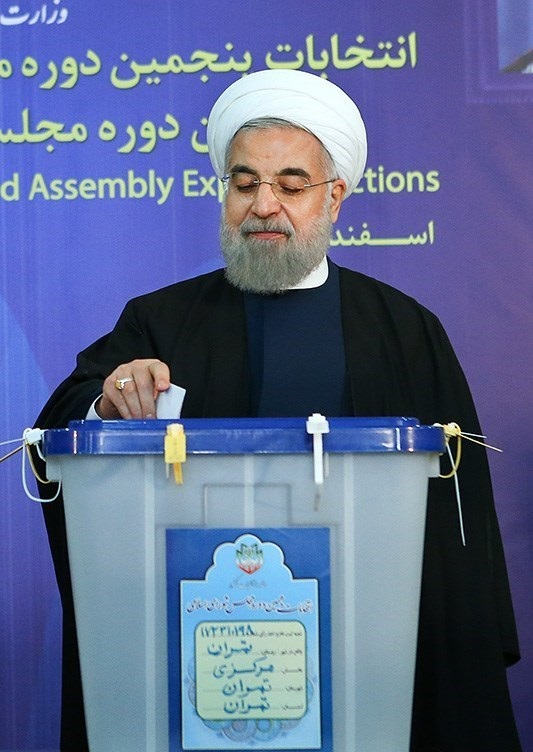
روحانی در حال انداختن رأی خود در صندوق انتخابات مجلس شورای اسلامی ۱۳۹۴.

| سال  | انتخابات                      | آرا        | ٪     | رتبه  | یادداشت‌ها |
| ---- | ----------------------------- | ---------- | ----- | ----- | --------- |
| ۱۳۵۸ | مجلس شورای اسلامی             | ۱۹٬۰۱۷     | ۶۲٫۱  | یکم   | پیروزی    |
| ۱۳۶۳ | مجلس شورای اسلامی             | ۷۲۹٬۹۶۵    | ۵۸٫۳  | هفدهم | پیروزی    |
| ۱۳۶۷ | مجلس شورای اسلامی             | ۴۱۲٬۸۹۵    | ۴۲٫۱  |       | پیروزی    |
| ۱۳۷۱ | مجلس شورای اسلامی             | ۴۳۲٬۷۶۷    | ۴۷    |       | پیروزی    |
| ۱۳۷۴ | مجلس شورای اسلامی             | ۴۶۵٬۴۴۰    | ۳۲٫۵  |       | پیروزی    |
| ۱۳۷۸ | مجلس شورای اسلامی             | ۴۹۸٬۹۱۶    | ۱۷٫۰۲ | چهلم  | شکست      |
| ۱۳۷۸ | مجلس خبرگان رهبری میان-دوره‌ای | ۱۲۰٬۸۱۹    | ۴۷٫۵۶ | یکم   | پیروزی    |
| ۱۳۸۵ | مجلس خبرگان رهبری             | ۸۴۴٬۱۹۰    |       | هفتم  | پیروزی    |
| ۱۳۹۲ | ریاست‌جمهوری                   | ۱۸٬۶۱۳٬۳۲۹ | ۵۰٫۸۸ | یکم   | پیروزی    |
| ۱۳۹۴ | مجلس خبرگان رهبری             | ۲٬۲۳۸٬۱۶۶  | ۴۹٫۷۲ | سوم   | پیروزی    |
| ۱۳۹۶ | ریاست‌جمهوری                   | ۲۳٬۶۳۶٬۶۵۲ | ۵۷٫۱۴ | یکم   | پیروزی    |
| ۱۴۰۲ | مجلس خبرگان رهبری             | —          | —     | —     | ردصلاحیت  |

## آثار
از کتاب‌های تألیف‌شده حسن روحانی می‌توان به موارد زیر اشاره کرد:
- امنیت ملی و سیاست خارجی (آماده چاپ)
- امنیت ملی و محیط زیست (آماده چاپ)
- خاطرات دکتر حسن روحانی (انقلاب اسلامی ۱۳۵۷-۱۳۴۱)
- خاطرات دکتر حسن روحانی؛ جلد دوم: دفاع مقدس (آماده چاپ)
- روایت تدبیر و امید (۱۳۹۱)
- مقدمه‌ای بر تاریخ امامان شیعه (۱۳۹۱)
- سن اهلیت و مسئولیت قانونی در فقه اسلام و نظام حقوقی (۱۳۹۱)
- امنیت ملی و دیپلماسی هسته‌ای (۱۳۹۰)[۲۳۲][۲۳۳]
- نقش حوزه‌های علمیه در تحولات اخلاقی و سیاسی جامعه (۱۳۹۰)
- امنیت ملی و نظام اقتصادی ایران (۱۳۸۹)[۲۳۴][۲۳۵]
- اندیشه‌های سیاسی اسلام؛ جلد اول: مبانی نظری (۱۳۸۸)
- اندیشه‌های سیاسی اسلام؛ جلد دوم: سیاست خارجی (۱۳۸۸)
- اندیشه‌های سیاسی اسلام؛ جلد سوم: مسائل فرهنگی و اجتماعی (۱۳۸۸)
- خاطرات دکتر حسن روحانی؛ جلد اول: انقلاب اسلامی (۱۳۸۷)[۲۳۶][۲۳۷]
- مبانی تفکر سیاسی امام خمینی (ره) (۱۳۷۸)
- آشنایی با کشورهای اسلامی (۱۳۸۷)
- انقلاب اسلامی؛ ریشه‌ها و چالش‌ها (۱۳۷۶)

- Hassan Feridon, The Islamic Legislative Power (1994)
- Hassan Feridon, The Flexibility of Shariah; Islamic Law (1996)